# Boeing 787
Die Boeing 787, vom Hersteller auch mit dem Beinamen Dreamliner vermarktet, ist ein zweistrahliges Langstrecken-Verkehrsflugzeug des US-amerikanischen Flugzeugherstellers Boeing für 200 bis 440 Passagiere. Sie ist der Nachfolgetyp der Boeing 767 und das erste Großraumflugzeug, dessen Rumpf zu einem Großteil aus kohlenstofffaserverstärktem Kunststoff besteht. Die erste Maschine wurde nach dreieinhalbjähriger Verzögerung am 25. September 2011 an All Nippon Airways ausgeliefert und ging am 26. Oktober 2011 in Dienst.

## Geschichte

### Vorgeschichte
Zuletzt hatte Boeing Mitte der 1990er Jahre mit der Boeing 777 ein neues Flugzeug auf den Markt gebracht. Seit dem Ende der 1990er Jahre verfolgte der Flugzeugbauer verschiedene Strategien, um auf die Herausforderung durch Airbus und deren Entwicklung des weltgrößten Passagierflugzeuges Airbus A380 zu reagieren: Zunächst wollte Boeing mit einer größeren Variante des in den 1960er Jahren entwickelten „Jumbo-Jets“ 747, bis dahin das größte Passagierflugzeug der Welt, dem A380 direkt Konkurrenz machen. Dieser Plan einer 747-X wurde jedoch mangels Nachfrage der Fluggesellschaften bald wieder aufgegeben und durch die Ankündigung ersetzt, ein fast schallschnelles Großflugzeug „Sonic Cruiser“ zu entwickeln. Diesem Plan lag die Annahme zugrunde, maximale Zeitersparnis bleibe der bestimmende Faktor im Fluggeschäft.
Durch die Krise infolge der Anschläge vom 11. September 2001 und angesichts steigender Ölpreise war aber keine Fluggesellschaft mehr bereit, den schnellen, aber wenig kosteneffizienten „Sonic Cruiser“ zu bestellen. Aufgrund dieser Reaktionen machte sich Boeing daran, aus dem zunächst nur als Referenz gedachten Entwurf eines „Super Efficient Airplane“ ein neues Flugzeug zu konzipieren. Anfangs wurde dieses „7E7“ genannt, mit einem „E“ für „efficient“. Nach dem Programmstart wurde es in „787“ umbenannt, um besser in Boeings bekanntes Ziffernschema zu passen und um die im asiatischen Raum als Glückszahl geltende „8“ im Namen zu haben, und man gab ihm den Beinamen „Dreamliner“ („Traumflugzeug“). Die Entscheidung zum Bau der 787 fällte der Boeing-Vorstand im Dezember 2003. Damit war im Vorfeld bereits gerechnet worden, denn es herrschte die Auffassung vor, Boeing könne es sich nicht leisten, zum dritten Mal in Folge ein angekündigtes Modell nicht zu bauen.
Boeing sah nun die Zukunft eher in mittelgroßen Typen, mit denen auch von weniger großen Flughäfen abseits der großen Luftfahrt-Drehkreuze direkt und ohne Zwischenstopp Lang- und Ultra-Langstrecken geflogen werden („Point-to-Point“) und die Drehkreuze mit den kleineren Maschinen häufiger angeflogen werden können. Boeing erwartete, dass zahlungskräftige Geschäftsreisende weniger ein besonders großes Flugzeug wünschen als direkte Verbindungen und kurze Wartezeiten. Nach der Einführung der 787 (und später des Airbus A350) entstanden weltweit über 300 neue Langstrecken-Routen, die ohne diese Flugzeuge „nicht denkbar gewesen wären“. Daneben wurde mit der 747-8 auch eine vergrößerte Variante des „Jumbos“ eingeführt.
Ein Ziel der Entwickler war, die Betriebskosten der 787 durch niedrigeren Treibstoffverbrauch um acht bis zehn Prozent unter die der Boeing 767-300ER zu bringen. Am 7. November 2006 kündigte der Hersteller an, dass die direkten Betriebskosten wegen niedrigerer Wartungskosten um weitere zwei bis drei Prozent geringer ausfallen würden. Dieser Kostenvorteil soll laut Boeing die höheren Anschaffungskosten der 787 mehr als kompensieren.

### Finanzierung und Subventionen
Die Markteinführungskosten der 787 betragen insgesamt etwa 13,4 Mrd. US-Dollar, die von Boeing selbst (etwa 4,2 Mrd. US-Dollar), von Zulieferern (3,1 Mrd. US-Dollar), durch staatliche Subvention der an der Produktion beteiligten Staaten (Italien 590 Mio. US-Dollar, Japan 1,588 Mrd. US-Dollar), von den US-Bundesstaaten Kansas (200 Mio. US-Dollar) und Washington (3,2 Mrd. US-Dollar) und weiteren Geldgebern aufgebracht wurden. Dies entspricht etwa dem Doppelten der 1990 für die Markteinführung der Boeing 777 (6–7 Mrd. US-Dollar) benötigten Mittel.
Die mutmaßlichen Verstöße gegen die im Übereinkommen über Subventionen und Ausgleichsmaßnahmen der Welthandelsorganisation (WTO) festgelegten Subventionierungsregelungen bei der Finanzierung der 787 führten 2004 zu einer Beschwerde der EU an die WTO.

### Programmstart

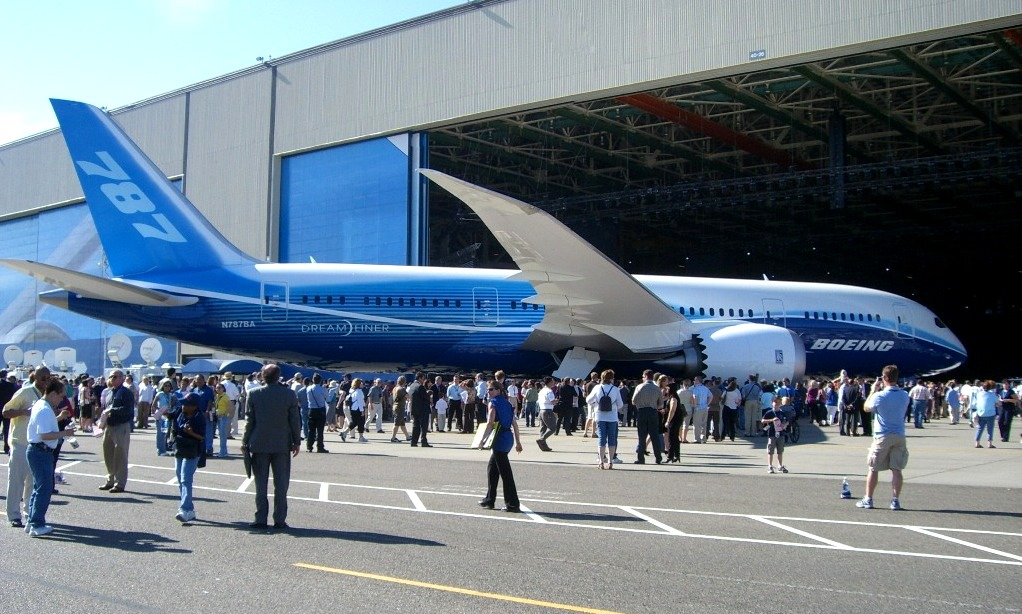
Roll-Out der Boeing 787-8 am 8. Juli 2007

Der offizielle Programmstart der Boeing 787 erfolgte am 26. April 2004, nachdem All Nippon Airways (ANA) als erster Kunde fünfzig Maschinen zur Auslieferung ab 2008 fest bestellt hatte. Der Termin für den geplanten Rollout der 787 wurde am 30. März 2007 bekanntgegeben und fand schließlich am 8. Juli 2007 im Endfertigungswerk in Everett, Washington statt.
Ähnlich dem Produktionsmodell von Airbus werden wesentliche Teile an verschiedenen Standorten produziert und zur Hauptmontage gebracht. Anders als bei Airbus werden diese Komponenten nicht in verschiedenen Werken der Firma bzw. Muttergesellschaft, sondern von unabhängigen Auftragnehmern gefertigt. Die Tragflächen werden durch Mitsubishi Heavy Industries im japanischen Nagoya gefertigt, das Höhenleitwerk durch Alenia Aeronautica in Italien (in Zusammenarbeit mit der türkischen TAI), einzelne Rumpfsektionen ebenfalls durch die vorgenannten Hersteller und die Lewis and Vought Corporation aus South Carolina bzw. Spirit AeroSystems aus Wichita, Kansas.
Der erste inoffizielle Roll-Out fand Ende Juni 2007 statt, als eine Boeing 787 aus den Fertigungshallen geschleppt wurde, der offizielle folgte am 8. Juli 2007 (das Datum schreibt Boeing nach amerikanischer Schreibweise als 7/8/7), als die 787 auf der Boeing-Flugwerft in Everett der Weltöffentlichkeit vorgestellt wurde.
Am 20. Juni 2008 wurde als wichtiger Schritt vor dem Erstflug das erste Einschalten (Power On) der elektrischen Systeme erfolgreich zum Abschluss gebracht.
Der Erstflug fand am 15. Dezember 2009 ab 10:28 Uhr (Ortszeit) beziehungsweise 19:28 Uhr (Mitteleuropäische Zeit) durch eine 787-8 statt und führte vom Paine Field in Everett bei Seattle im US-Bundesstaat Washington zum Boeing Field am südlichen Rand des Stadtgebiets von Seattle. Angesichts des ursprünglichen Zeitplans war dies eine Verspätung von 27 Monaten. Der etwa dreistündige Flug wurde von den Testpiloten Mike Carriker und Randy Neville durchgeführt, wobei die Maschine eine Maximalhöhe von mindestens 3764 m (genehmigt waren 4572 m) und eine Geschwindigkeit von 370 km/h erreichte.
Zur Luftfahrtmesse in Farnborough landete die 787 am 18. Juli 2010 erstmals in Europa. Der erste Besuch in Deutschland erfolgte am 25. Juni 2011 zu einer Präsentation des geplanten deutschen Erstkunden Air Berlin auf dem Flughafen Berlin-Tegel. Am 17. Dezember 2012 landete auf dem Flughafen Wien-Schwechat die erste 787 in Österreich – es handelte sich um eine Maschine der staatlichen polnischen Fluggesellschaft LOT.

### Klassenrekorde, Sonstiges
Im Rahmen eines Testfluges am 6. Dezember 2011 konnte eine Boeing 787 (Werknummer ZA 006) mit 13 Personen an Bord, darunter sechs Piloten, zwei Rekorde für Flugzeuge ihrer Gewichtsklasse (200–250 Tonnen) einstellen: einen Distanzrekord für das Zurücklegen einer Strecke von 19.835 Kilometern ohne Zwischenstopp und einen Zeitrekord von 42 Stunden 27 Minuten für eine Umrundung der Erde.
Die erste Teilstrecke führte das Flugzeug von Seattle in östlicher Richtung über Nordamerika, den Atlantik, das Mittelmeer, den Nahen Osten und Indien 19.835 Kilometer nach Dhaka, Bangladesch. Während eines zweistündigen Stopps dort wurde die Maschine aufgetankt. Anschließend flog sie in östlicher Richtung über Singapur, die Philippinen und den Pazifik 18.678 Kilometer nach Seattle, wo sie 42 Stunden und 27 Minuten nach dem Start wieder landete.
Damit brach die 787 einen sieben Jahre alten Distanzrekord eines Airbus A330 – einen Zeitrekord für eine Weltumrundung gab es bisher in dieser Gewichtsklasse noch nicht.
Die Boeing 787 wurde mit der Collier Trophy für 2011 ausgezeichnet.

## Technische Neuerungen

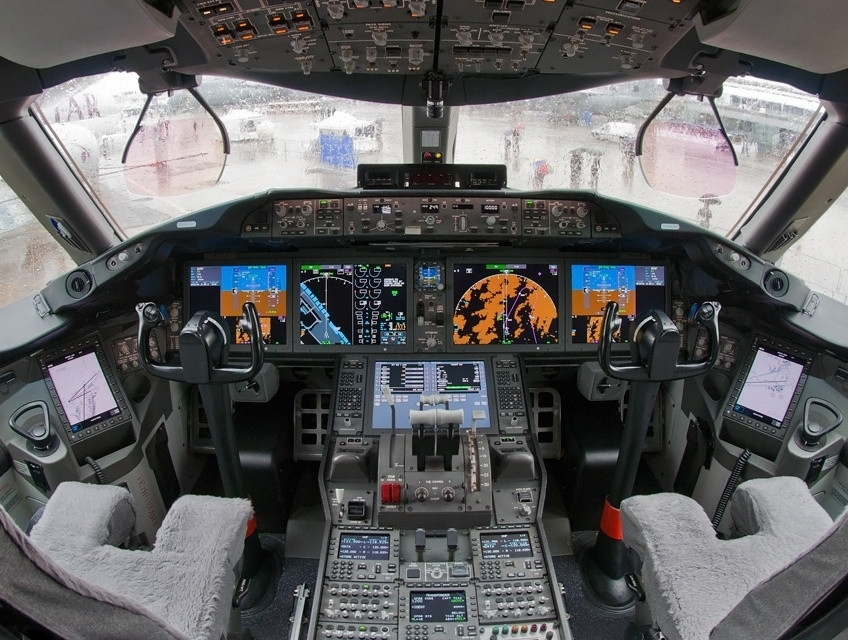
Cockpit der Boeing 787

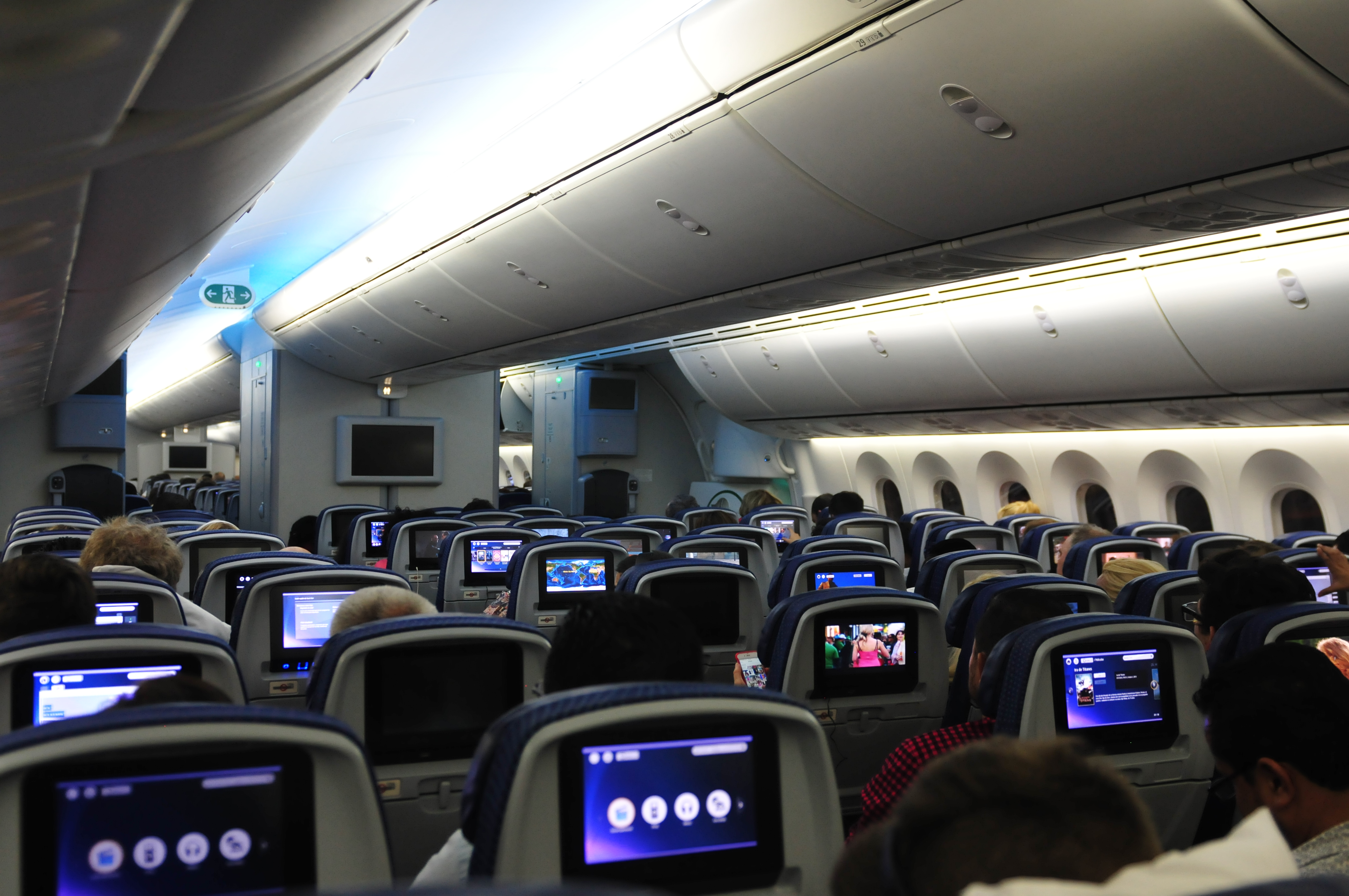
Passagierkabine

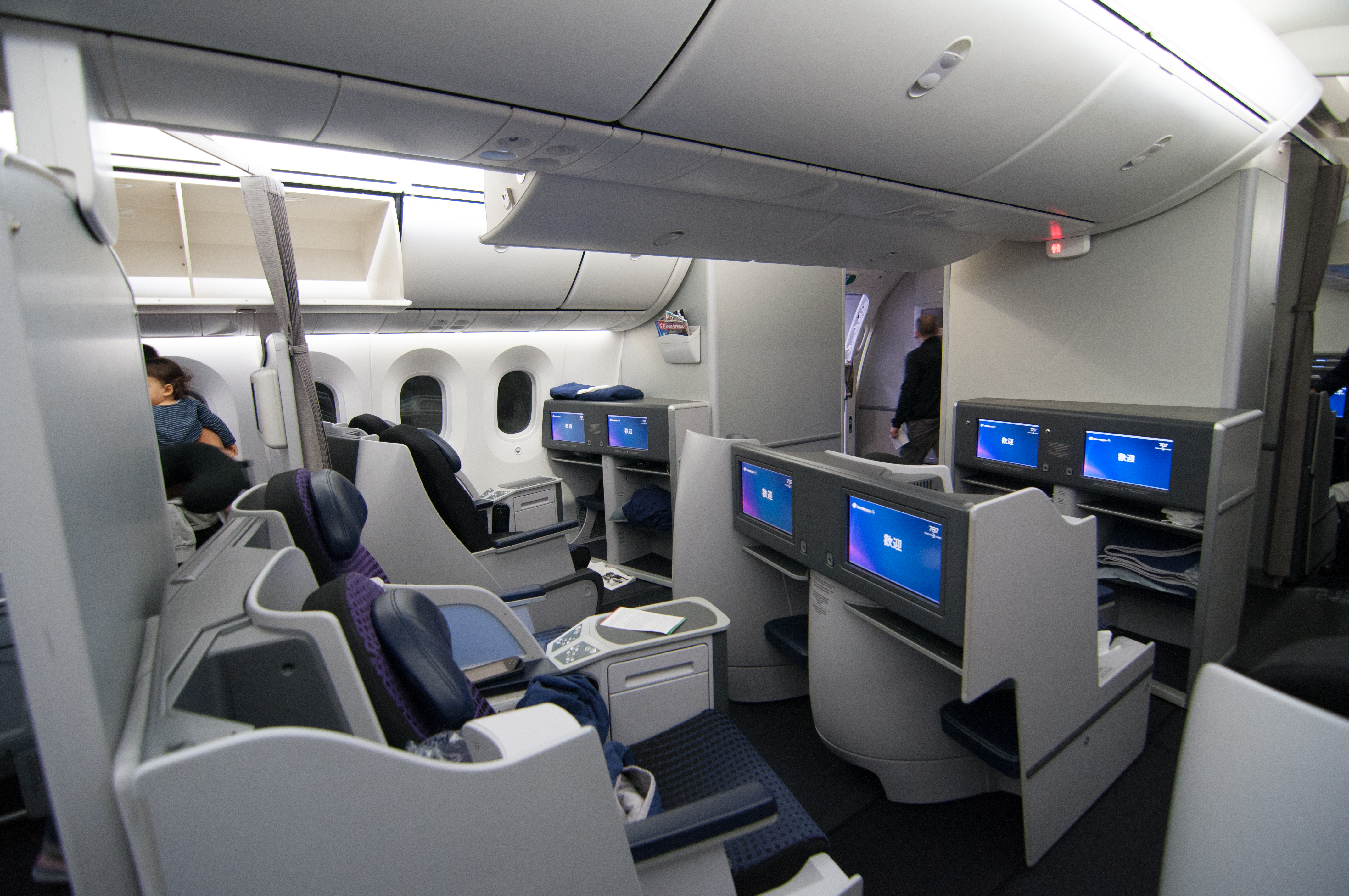
Business Class

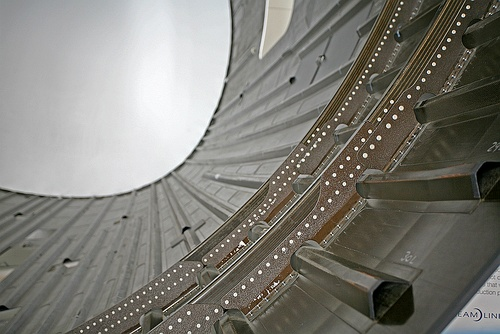
Rumpfsegment einer Boeing 787

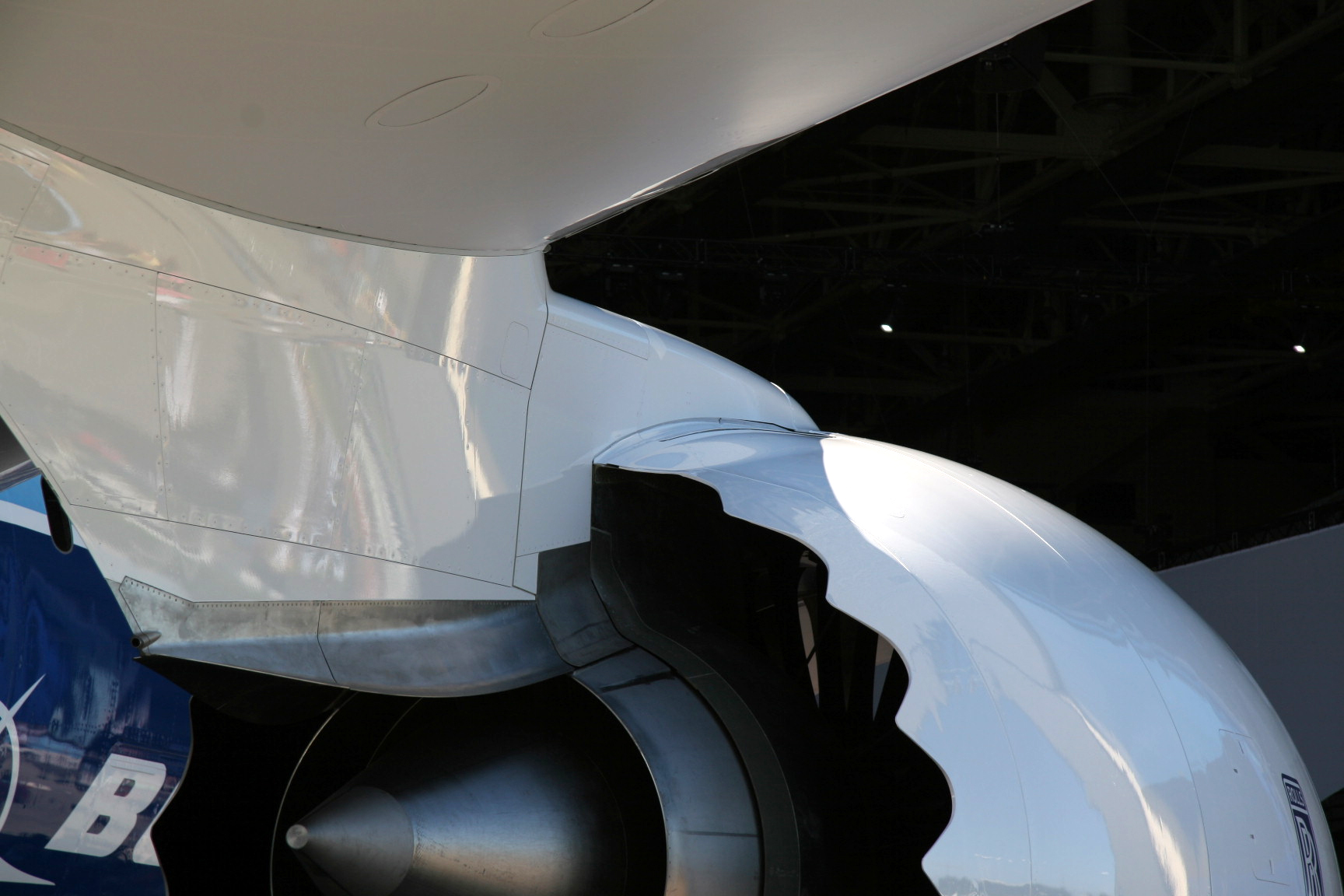
Chevron Nozzle des Trent 1000 für den Fan

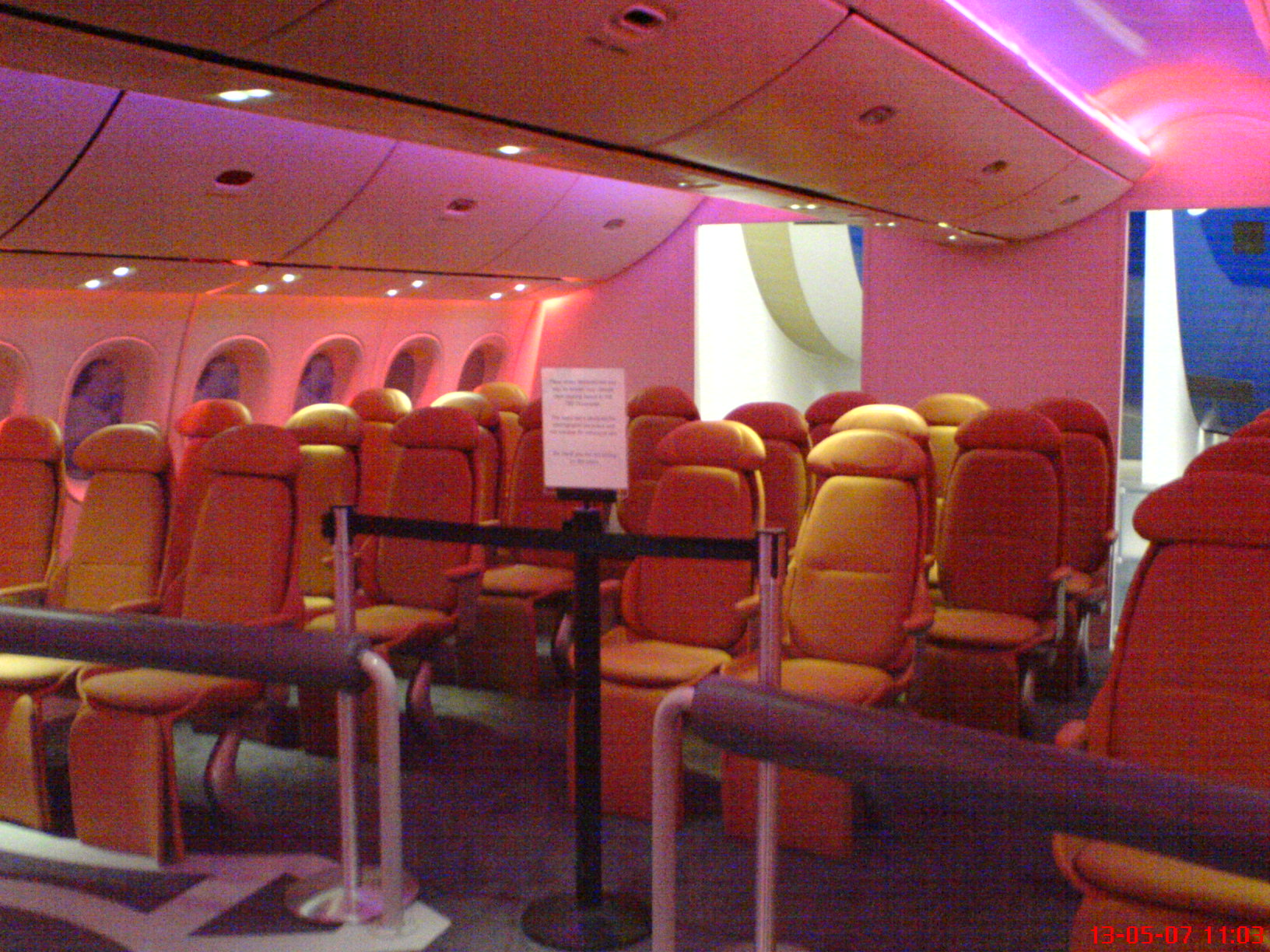
Mock-up der Flugzeugkabine

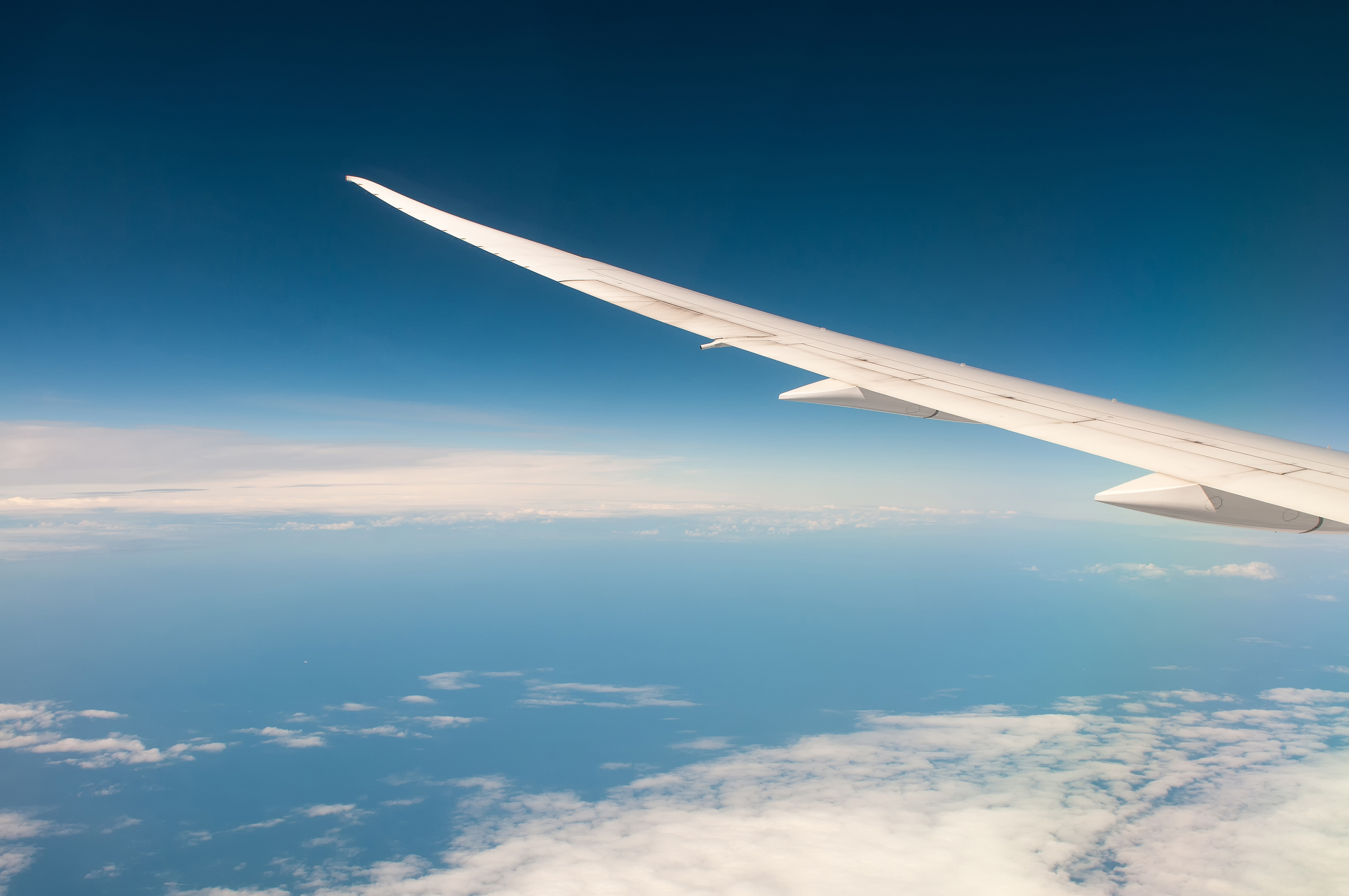
Tragfläche im Flug

Boeing versprach 2010, dass der Kerosinverbrauch durch neuentwickelte Triebwerke, verringertes Gewicht und bessere Aerodynamik um 20 Prozent niedriger sein würde als bei damals vergleichbaren Typen, die unter realen Bedingungen abhängig von Bestuhlung, Einsatzprofil und Auslastung spezifische Verbräuche von 3 bis 10 l/100 km/Passagier aufwiesen. Zudem sollten die neuartigen Triebwerke weniger Lärm verursachen.

### Neue Triebwerkstypen
Für die Boeing 787 werden die beiden Triebwerkstypen Rolls-Royce Trent 1000 und General Electric GEnx angeboten. Diese Triebwerke geben – anders als bisherige Typen – keine Zapfluft für die Klimaanlage ab. Einzig für den Vereisungsschutz des Triebwerks gibt es eine Luftabnahme. Jedes Triebwerk hat zwei Startergeneratoren von jeweils 250 kVA, die zum Anlassen der Triebwerke und zur Stromerzeugung dienen. Bei anderen Typen wird zum Anlassen Druckluft aus dem Hilfstriebwerk (APU) eingesetzt. Bei der Boeing 787 dient das Hilfstriebwerk mit seinen beiden 225-kVA-Generatoren nur als Stromlieferant. Auch die Klimaanlage wird bei der Boeing 787 elektrisch betrieben. Damit ist auch das aerotoxische Syndrom ausgeschlossen, da die Atemluft für die Kabine nicht aus den Triebwerken entnommen wird und deshalb nicht von Triebwerksölen verunreinigt werden kann. Die 787 ist der erste Jet seit Jahrzehnten, der – wie mehrere lange zuvor konstruierte Typen, etwa die Douglas DC-8 (ohne Super-70-Umrüstung) – für die Klimaanlage keine Zapfluft benutzt. Das elektrische System der Maschine arbeitet mit Wechselstrom variabler Frequenz (von 360 bis 800 Hertz) und ist im Gegensatz zu anderen Maschinen dezentral ausgelegt. Beispielsweise kommen an Stelle eines – meist in Cockpitnähe zu findenden – großen Elektrikraumes zwei kleinere zum Einsatz. Die Länge der Verkabelung konnte mit 113 Kilometern relativ gering gehalten werden (Boeing 767: etwa 150 Kilometer). Zudem werden Verbraucher mit weniger als 10 A über dezentrale Stromverteiler versorgt. Für Notfälle kann eine ausklappbare Ram-Air-Turbine die wichtigsten Systeme mit 10 kVA elektrischer Leistung und Nothydraulik versorgen. Als weitere Besonderheit weisen beide Triebwerkstypen gleichartige Anschlüsse zum Flugzeug auf, sodass jedes Flugzeug – im Vergleich zu anderen Flugzeugtypen – schneller von einem Triebwerkstyp auf den anderen umgerüstet werden kann. Die Dauer des Umbaus ist mit 24 Stunden bis zu 15 Tagen noch strittig.[veraltet]

### Gewichtsersparnis
Die relative Gewichtsersparnis um 20 Prozent wird durch Leichtbau erzielt. Ein Großteil des Flugzeuges wird aus Verbundwerkstoffen anstelle von Metall gebaut. So ist etwa Aluminium nur noch mit einem Gewichtsanteil von 20 Prozent verbaut.

### Bessere Aerodynamik
Die 787 besitzt eine komplett neuentwickelte Zelle (Tragflächen, Leitwerk und Rumpf) mit einem aktuellen aerodynamischen Design. Das anfangs in Werbeabbildungen sehr futuristisch und noch stromlinienförmiger wirkende Design wurde zugunsten des jetzigen konventionelleren Aussehens verworfen. Es hätte zu viel Luftwiderstand erzeugt. Die Leitwerke der 787-9 und 787-10 erhalten eine Anlage, die Störungen in der an ihnen entlangfließenden Luft unterdrückt.

### Geringere Schallemissionen
Die geringere Schallemission der Triebwerke wird unter anderem durch eine an der Nebenstromdüse angebrachte zickzackförmige Hinterkante („chevron nozzle“) ermöglicht, die zu einer besseren Durchmischung des Nebenstroms (Fanstroms) mit der Außenströmung führt. Sie reduziert während der Start- und Landephase die Lärmentwicklung etwas. Der Hauptnutzen liegt in einer deutlichen Verringerung des Geräuschpegels in der hinteren Kabine während des Reiseflugs – eine Voraussetzung dafür, dass die Geräuschgrenzwerte für das Innere der Kabine trotz Leichtbau eingehalten werden können.

### Geringerer Kerosinverbrauch
Da ihnen keine Zapfluft mehr entnommen werden muss, sollen die beiden speziell für die 787 neuentwickelten Triebwerke General Electric GEnx (GE Next Generation) und Rolls-Royce Trent 1000 acht Prozent zur Effizienzsteigerung beitragen. Ihr Schub beträgt 236 bis 334 kN.

### Inertisierungs-System
Die 787 ist das erste große Passagierflugzeug, das serienmäßig mit einem sogenannten „Inerting System“ ausgestattet ist, welches die Explosionsgefahr von Kerosin in den Tanks deutlich reduziert. Hierzu wird über eine spezielle Filteranlage Stickstoff aus der Luft gewonnen und anschließend in die Tanks geleitet. Dies senkt den dortigen Sauerstoffanteil so weit ab, dass es auch bei Funkenflug zu keinem Feuer kommen kann. Die Entwicklung eines solchen Systems wurde nach dem Unglück von TWA-Flug 800 angestoßen.

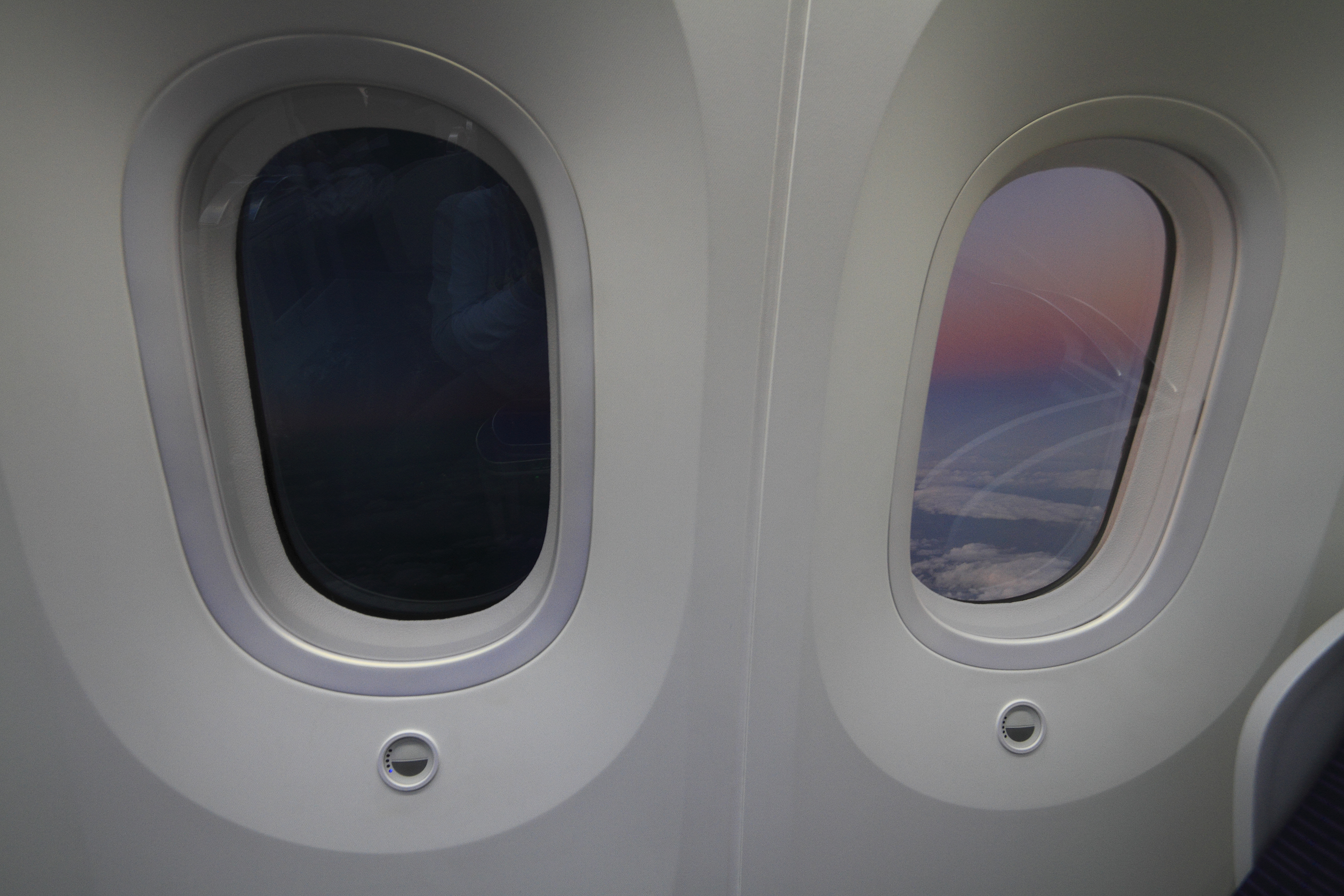
Die elektronisch abdunkelbaren Fenster

### Passagierfreundlichkeit
Die Fenster sind mit Abmessungen von 48 Zentimetern mal 28 Zentimetern größer als in jedem anderen Flugzeug dieser Klasse und lassen sich individuell elektronisch abdunkeln. Für die Kabinenbeleuchtung werden Leuchtdioden verwendet – diese lassen sich in ihrer Helligkeit regeln und farblich variieren; auch Tagesabläufe sowie ein Nachthimmel mit Sternen ließen sich in dem Jet damit simulieren. Die Beleuchtungstechnik wird vom deutsch-französischen Unternehmen Diehl Aerospace geliefert.
Sensoren und intelligente Elektronik sollen den Flug der Maschine bei Turbulenzen ruhiger machen, weil in jedem Moment automatisch gegengesteuert wird; Boeing geht davon aus, dass sich dadurch das Risiko von Reisekrankheiten erheblich reduzieren lässt.
Der Kabinendruck in der Boeing 787 entspricht dem Luftdruck in einer Höhe von rund 1.830 m (6.000 ft) über dem Meeresspiegel.
Die Luftfeuchtigkeit beträgt etwa 15 %, um somit dem Austrocknen der Passagiere besser vorzubeugen (die bisherige Luftfeuchtigkeit in Flugzeugen liegt in aller Regel bei lediglich etwa 5 %).

### Flugschreiber
Die Boeing 787 verfügt im Gegensatz zu den meisten bisherigen Flugzeugen über zwei Enhanced Aircraft Flight Recorder anstatt über einen Stimmenrekorder und einen Flugdatenschreiber. Diese neuartigen Flugschreiber zeichnen jeweils sowohl die Flugdaten als auch die Geräusche im Cockpit auf. Die Flugschreiber sind in Bug und Heck untergebracht.

## Fertigung und Logistik

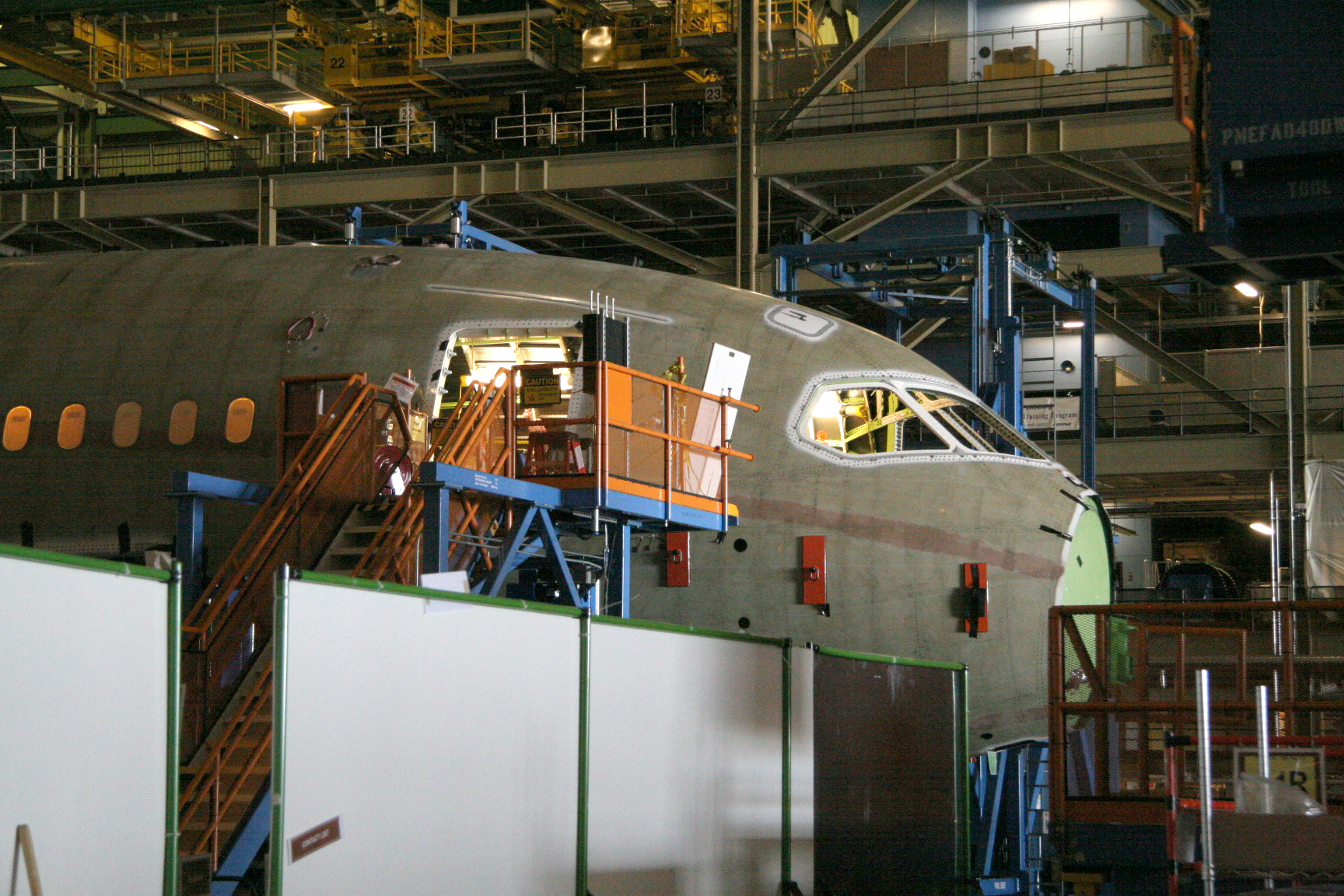
Endmontage einer Boeing 787-8

Eine Besonderheit der 787 ist die weltweit verteilte Fertigung der Baugruppen, die komplett von Zulieferern ausgerüstet werden. Während die Tragflächen (von Kawasaki Heavy Industries und Mitsubishi Heavy Industries) und einzelne Rumpfteile (Center Wing Box von Fuji Heavy Industries/Nagoya, vorderer Rumpfteil und der Hauptfahrwerksschacht von Kawasaki Heavy Industries/Nagoya) in Japan produziert werden, stammen andere Teile aus Italien (mittlerer Rumpfteil von Alenia in Grottaglie, Höhenleitwerk von Alenia in Foggia). Boeing selbst beschränkt sich auf die Endmontage, bei der ungefähr vier vorgefertigte Komponenten sowie Triebwerke und Innenausstattung in wenigen Tagen montiert werden. Damit versteht sich Boeing bei diesem Flugzeug nur noch als Systemintegrator.
Zu den Vorteilen dieser Produktionsweise zählt, dass Risiken und Kosten auf die Zulieferer übertragen werden können (absatzabhängige Bezahlung der Zulieferer und vollständige Übernahme der einmalig für Entwicklung und Produktion anfallenden Kosten). Nachteilig ist, dass die Abhängigkeit von den Zulieferern steigt und bei Boeing Know-how für die nächsten Flugzeugentwicklungen verloren geht.
Für den Transport der Teile wurde mit der 747LCF – einer Modifikation der 747 – eigens ein neuer Flugzeugtyp geschaffen.

## Probleme

### Technologie
Da Boeing vor der Entwicklung der 787 nur sehr wenig Erfahrung mit Faserverbundbauteilen hatte, waren Probleme insbesondere beim Fertigungsprozess abzusehen. Bei der zuvor entwickelten Boeing 777 wurden im Vergleich zu den Airbus-Maschinen (A340/A330/A320) relativ wenige Faserverbundbauteile verwendet. Erste Anzeichen für Probleme gaben Berichte über Blasenbildung im Faserlaminat bei der Rumpffertigung.
Im Mai 2009 trat bei einem Belastungstest der Tragflächen eine Delamination der Verbundwerkstoffe am Ende der Tragflächenstringer auf, was zu einer weiteren Verschiebung des Erstfluges führte.
Am 15. August 2009 wurde bekannt, dass an 23 Segmenten der in Bau befindlichen Flugzeuge Falten in der Außenhaut entdeckt wurden. Diese Segmente wurden vom italienischen Zulieferer Alenia Aeronautica gefertigt. Nach dem Entdecken dieser Probleme wurde die Produktion beim Zulieferer bis zur Lösung des Problems gestoppt.

### Zeitplan
Bereits 2006 kursierten Berichte über Probleme, den Zeitplan einhalten zu können. Die Gründe hierfür lägen, zusätzlich zu den bestätigten Problemen bei der Produktion von Rumpfsegmenten, in Problemen mit den Tragflächen (bezüglich Produktion und zu hohem Gewicht) und der Integration der Elektronik. Außerdem soll es zu dieser Zeit Probleme bei der Kommunikation mit den programmbedingt vielen Zulieferern sowie bei der Abstimmung der Zulieferer untereinander gegeben haben. Am 11. Dezember 2006 bekräftigte Boeing die Einhaltung des Zeitplans, wonach 2007 der Testflug der ersten Maschine geplant sei und 2008 die erste ausgeliefert werden solle.
Die Spekulationen von 2006 bestätigten sich, als am 5. September 2007 Boeing in einer Telefonpressekonferenz ankündigte, den Erstflug auf Mitte November bis Mitte Dezember 2007 verschieben zu müssen. Dachte man damals noch, dass auf Grund einer Straffung des Testprogramms die für Mai 2008 geplante Erstauslieferung weiterhin möglich bleibe, musste das am 10. Oktober 2007 revidiert werden, als durch eine offizielle Erklärung angekündigt wurde, dass sich der Erstflug auf März 2008 und die Auslieferung auf Dezember 2008 verschiebt.

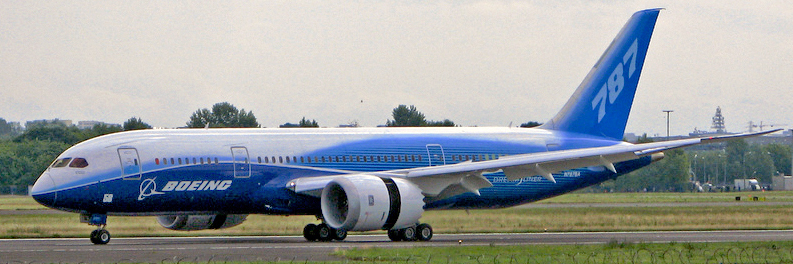
Eine Boeing 787 landet am 2. Juni 2011 während einer Demotour in Warschau.

Am 16. Januar 2008 gab Boeing weitere Verzögerungen bekannt, wonach sich der Erstflug auf das Ende des zweiten Quartals 2008 und die Erstauslieferung auf das erste Quartal 2009 verschiebe. Dieser Termin konnte ebenfalls nicht gehalten werden, und es wurde ein Erstflug Ende 2008 und ein Beginn der Auslieferungen für das dritte Quartal 2009 angestrebt.
In der Folgezeit hielt man einige der neudefinierten internen Projekttermine nicht ein und musste weitere Verbesserungen bei den Produktionsabläufen vornehmen. Am 9. April 2008 kündigte Boeing schließlich eine weitere Verzögerung an. Der Erstflug wurde demnach für das vierte Quartal 2008 angesetzt, während die erste Auslieferung im vierten Quartal 2009 stattfinden sollte. Daraus ergab sich gegenüber dem ursprünglichen Zeitplan eine Gesamtverzögerung des Projekts von etwa 18 Monaten. Mit dem neuen Zeitplan gab Boeing außerdem bekannt, dass die Reihenfolge, in der die drei bisher angekündigten Varianten auf den Markt kommen werden, geändert wurde. Der Basisversion 787-8 sollte nun nicht die 787-3, sondern – im Jahr 2012 – die 787-9 folgen. Die -3-Variante sollte somit erst als dritte ausgeliefert werden; ein Termin wurde nicht genannt.
Am 4. November 2008 gab Boeing schließlich bekannt, dass mit dem Erstflug der 787 nicht mehr im Jahr 2008 zu rechnen sei. Als Grund für die neuerliche Verzögerung wurden Probleme mit Verbindungsteilen (sechs Prozent der Spezialbolzen zur Verbindung von Titan- und Verbundstoffteilen schlossen nicht bündig ab) und ein langwieriger Mechanikerstreik benannt. Am 11. Dezember wurde der neue Zeitplan konkretisiert: Der Erstflug sollte nun im zweiten Quartal 2009 stattfinden, die Erstauslieferung im ersten Quartal 2010.
Am 23. Juni 2009 gab Boeing bekannt, dass der Erstflug wegen technischer Probleme erneut – vorerst auf unbestimmte Zeit – verschoben werde. Als Grund wurden Probleme mit der Rumpfseite genannt. Diese sollte jetzt verstärkt werden.
Am 27. August 2009 gab Boeing einen neuen Zeitplan bekannt. Danach sollte der Erstflug der Basisversion 787-8 Ende 2009 stattfinden und die Erstauslieferung im vierten Quartal 2010.
Beim Termin des Erstfluges kam es danach zu keiner weiteren Verschiebung, dieser fand am 15. Dezember 2009 statt.
Mitte Juli 2010 gab Boeing bekannt, dass sich die Auslieferung der ersten Maschine an die japanische Gesellschaft All Nippon Airways auf Anfang 2011 verschieben könnte. Als Grund für die Verzögerung wurden unter anderem weitere Untersuchungen in der Erprobungsphase des Flugzeuges genannt. Am 27. August 2010 wurde bestätigt, dass die erste 787 nun voraussichtlich erst im Februar 2011 ausgeliefert werden könne, da sich die Bereitstellung der Rolls-Royce-Trent-1000-Triebwerke nach einem fehlgeschlagenen Testlauf und damit verbundenen notwendigen Korrekturen verzögere.
Anfang Dezember 2010 gab Boeing informell gegenüber Managern der Air France an, dass sich die ersten Auslieferungen „in den Juni oder Juli 2011“, also um ein weiteres halbes Jahr verschieben würden. Am 18. Januar 2011 gab Boeing schließlich öffentlich bekannt, dass die erste Auslieferung definitiv in das dritte Quartal 2011 verschoben werden müsse. Insgesamt betrug die Verzögerung im Vergleich zum ursprünglichen Plan über drei Jahre.

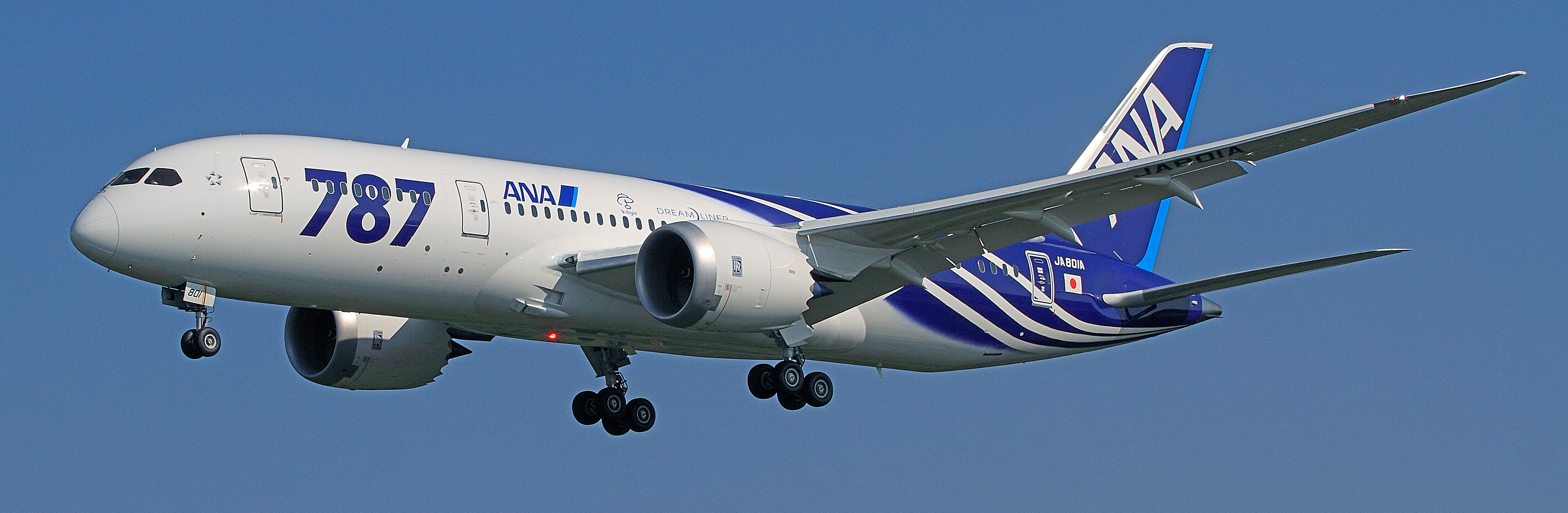
Boeing 787 in der Sonderbemalung, in der sie an ANA ausgeliefert wurde

Am 26. Mai 2011 teilte Boeing mit, dass die erste Auslieferung zwischen August und September 2011 erfolgen werde. Abnehmer des ersten Flugzeugs werde die japanische Fluggesellschaft All Nippon Airways (ANA) sein.
Am 13. August 2011 wurde das Flugerprobungsprogramm der sieben dazu eingesetzten Maschinen nach 1731 Flügen und 4911 Flugstunden abgeschlossen.
Am 25. September 2011 fand letztendlich die erste Auslieferung einer 787 statt. Abnehmer war wie vorausgesagt All Nippon Airways. Am 26. Oktober 2011 wurde schließlich der Betrieb mit der 787 aufgenommen.
Am 22. September 2012 nahm United Airlines als erste nordamerikanische Fluggesellschaft eine 787 (Boeing 787-822, Kennzeichen N20904) in Empfang und führte damit am 4. November 2012 den ersten kommerziellen Passagierflug einer 787 in Nordamerika (von Houston nach Chicago) durch. Mit Stand März 2014 war United die einzige nordamerikanische Linienfluggesellschaft mit 787-Gerät in der Flotte, wobei auch American Airlines und Delta Air Lines Bestellungen getätigt haben.
Nachdem am 16. Januar 2013 die US-Flugaufsichtsbehörde FAA die Boeing 787 für die USA mit einem Startverbot belegt hatte und andere Aufsichtsbehörden diesem gefolgt waren, stoppte Boeing am 18. Januar 2013 die Auslieferung der bestellten Flugzeuge. Die Produktion sollte aber fortgesetzt werden. Mehr zum Startverbot im Abschnitt Flugverbot.

### Leergewicht
Am 7. November 2006 wurde bekannt, dass der Entwurf noch um etwa 2,5 Tonnen (zwei bis drei Prozent des Leergewichts) leichter werden müsse, um die versprochenen Leistungsdaten zu erfüllen. Dies sollte durch Detailoptimierungen und durch verstärkten Einsatz von Titan erreicht werden. Dazu wurde das Forschungs- und Entwicklungsbudget im Jahr 2006 um 300 Mio. US-Dollar und 2007 nochmals um 335 Mio. US-Dollar angehoben.
Die ersten sechs Prototypen des Typs sollten nach Boeing-Angaben vom 11. Dezember 2006 mit Übergewicht gebaut werden. Ab dem siebten Flugzeug sollte dann das Zielgewicht eingehalten werden.
Steven F. Udvar-Házy, Chef der Leasinggesellschaft ILFC, kritisierte, die 787-9 sei mehr als sechs Tonnen zu schwer. „Wir arbeiten an Gewichtsreduzierungen für die 787-9 sowie andere Mitglieder der 787-Familie“, bestätigte der Hersteller.
Im Dezember 2009 veröffentlichte Boeing eine überarbeitete Version der Flughafenplanungsunterlagen für die 787, aus der Erhöhungen des maximalen Abfluggewichts für alle drei Varianten hervorgehen, die teilweise auf das erhöhte Leergewicht zurückzuführen sind. Das maximale Abfluggewicht der 787-3 beträgt nun 170.250 kg (plus 5.000 kg), das der 787-8 227.900 kg (plus 8.400 kg) und das der 787-9 247.400 kg (plus 2.270 kg).
Der relativ geringe Gewichtszuwachs der 787-9 ist unter anderem darauf zurückzuführen, dass Boeing die Spannweite der 787-9 auf das Maß der 787-8 verringerte, nachdem eine Analyse der Belastungsergebnisse der Tragflächen der 787-8 vorlag.
Am 11. Mai 2011 gab Boeing einen weiteren Gewichtszuwachs der 787-9 bekannt, auf mittlerweile 251.000 kg. Damit erhöhte sich das maximale Startgewicht gegenüber der ursprünglichen Planung um ca. 5.800 kg.
Am 4. Oktober 2011 wurden weitere Details über das Übergewicht der 787-8 bekannt, so wog der Prototyp fast zehn Tonnen mehr als ursprünglich geplant; die ersten Kundenmaschinen (7. bis 19. ausgeliefertes Exemplar) gingen immer noch mit 6,1 Tonnen Übergewicht in den Dienst der jeweiligen Fluggesellschaft. Erst ab der 90. Maschine wollte Boeing nach eigenen Angaben das versprochene Gewicht erreichen können, bis dahin waren ständige Gewichtsreduktionen geplant. Zumindest bis zum 34. Exemplar sollte das Leergewicht aber vier Tonnen über dem geplanten Gewicht liegen.

### Zulieferer
Am 2. Februar 2007 wurde bekannt, dass Boeing Probleme mit den Zulieferern Kawasaki Heavy Industries und Fuji Heavy Industries hat. Diese konnten die Arbeit an den Komponenten für die 787 nicht beenden, weshalb die halbfertigen Teile in ein Boeing-Werk in South Carolina gebracht werden mussten. Am 12. Juni 2007 wurden Probleme mit der Passgenauigkeit bekannt. Um das Vorderteil des ersten Prototyps mit dem Rest des Rumpfs zu verbinden, mussten interne Einbauten entfernt werden, um ihn weniger stabil zu machen, damit man eine Lücke von 4,5 cm mit Hydraulikhilfe schließen konnte. In die für den Rollout vorgesehene Maschine konnten aufgrund von Lieferschwierigkeiten zunächst an vielen Stellen nur provisorische Niete eingebaut werden, die vor dem Erstflug noch ersetzt werden mussten.

### Softwareprobleme
Am 9. August 2007 wurde bekannt, dass aufgrund von Softwareproblemen der Erstflug der Boeing 787 vom geplanten Termin im September in den Oktober 2007 verschoben werden müsse. Die Einhaltung des restlichen Zeitplans sei aber noch möglich.
Am 1. Mai 2015 wurde bekannt, dass aufgrund von Softwareproblemen nach längerem Dauerbetrieb der Generatoren der Strom im Flugzeug ausfallen könnte, wodurch die Piloten die Kontrolle über das Flugzeug verlieren würden. Bis der Softwarefehler behoben ist, müssen die vier Generatoren spätestens nach 120 Tagen Betrieb abgeschaltet und neu gestartet werden. Die US-Luftfahrtbehörde FAA (Federal Aviation Administration) gab eine entsprechende Direktive heraus.
Die US-Luftfahrtbehörde FAA (Federal Aviation Administration) hat die Fluggesellschaften am 26. März 2020 mit Wirkung zum 7. April 2020 angewiesen, ihre Maschinen vom Typ Boeing 787 nach spätestens 51 Tagen herunterzufahren und neu zu starten. Diese Maßnahme sei notwendig, um „unsichere Bedingungen“ zu umgehen, heißt es in einer Lufttüchtigkeitsanweisung (LTA) der FAA.
Wenn das Flugzeug mehr als 51 Tage im Dauerbetrieb läuft, kann es laut der LTA dazu kommen, dass die Piloten irreführende Daten angezeigt bekommen. Das betrifft unter anderem Geschwindigkeit, Fluglage, Höhe und Triebwerksdaten.

### Triebwerke
Im Dezember 2007 kamen Zweifel auf, ob insbesondere die Triebwerke von Rolls-Royce die versprochenen Verbrauchswerte einhalten können. Am 16. September 2010 wurde bekannt, dass Schwierigkeiten mit einem Triebwerk eines Testflugzeugs aufgetreten waren. Das Triebwerk musste ausgewechselt werden. Unklar war, ob dieser Vorfall Auswirkungen auf den Zeitplan der Auslieferung haben werde. Die Boeing 787 hat eine ETOPS-180-Zulassung in den Testflügen erreicht, sodass die Flugzeuge nach dem Ausfall eines Triebwerkes erst nach drei Stunden einen Ausweichflughafen erreichen müssen. Im Mai 2014 wurde der Boeing 787 für gewisse Triebwerke schließlich die von Boeing immer angestrebte ETOPS-330-Zulassung erteilt.

### Bordelektrik
Während der Zertifizierungsflüge kam es am Elektrik Panel P100 der ZA002 im hinteren Elektroraum zu einem Brand. Bei der Untersuchung wurde im Panel geschmolzenes Metall gefunden. Der Vorfall führte zu einer Unterbrechung des Zulassungsprogramms. Am Design des Panels und an der Steuerungssoftware mussten Änderungen vorgenommen werden. Im Dezember 2012 kam es zu Generatorproblemen an zwei neu ausgelieferten Maschinen. Im Januar 2013 kam es an zwei Maschinen zu Bränden der neuentwickelten Lithium-Ionen-Akkumulatoren im vorderen bzw. im hinteren Elektroraum. Aufgrund des zweiten Zwischenfalls erließ die FAA eine Lufttüchtigkeitsanweisung, die von den Betreibern der B787 einen Nachweis für den sicheren Betrieb der Batterien forderte. In beiden Fällen waren die Batterien nicht überladen worden. Es gab schon häufiger Probleme mit den Batterien, etliche mussten wegen Tiefentladung ausgetauscht werden. Dies deutet auf ein Problem mit der elektrischen Steuerung der Batterie hin. Schon im Jahr 2006 kam es bei Labortests zu einem Brand eines Lithium-Ionen-Akkumulators. Der von der Boeing 787 verwendete Akkutyp ist der Lithium-Kobaltoxid-Akku (LiCoO2), der sehr brisant ist. Um die Zulassung von der Luftaufsicht FAA wiederzubekommen, hat Boeing den Akku in ein Stahlgehäuse gepackt und zusätzlich die einzelnen Akku-Zellen voneinander isoliert. So soll ein möglicher Brand nicht auf andere Zellen übergreifen und nicht in die Kabine gelangen. Die US-Verkehrssicherheitsbehörde NTSB macht Boeing, den japanischen Batteriehersteller GS Yuasa und die US-Luftfahrtaufsichtsbehörde FAA für Versäumnisse verantwortlich: Yuasa hat den Akku nicht unter den schwersten Bedingungen getestet, Boeing hat kein Szenario entwickelt für den Fall, dass es zu einem internen Kurzschluss im Akku kommt, und die FAA hat im Zulassungsverfahren für den Flugzeugtyp die Möglichkeit eines Defekts dieser Art übersehen.
Im Januar 2022 ordnete die FAA an, dass bei Landungen von Maschinen des Typs Boeing 787 an Flughäfen mit 5G-Mobilfunknetz bei nasser oder verschneiter Landebahn besondere Maßnahmen ergriffen werden müssten. Bestimmte neu hinzugekommene Mobilfunkfrequenzen könnten die Flugzeugelektronik beeinflussen und so den Bremsweg verlängern.

### Flugverbot
Die folgenden zwei Vorfälle lösten ein praktisch weltweites Flugverbot aus:

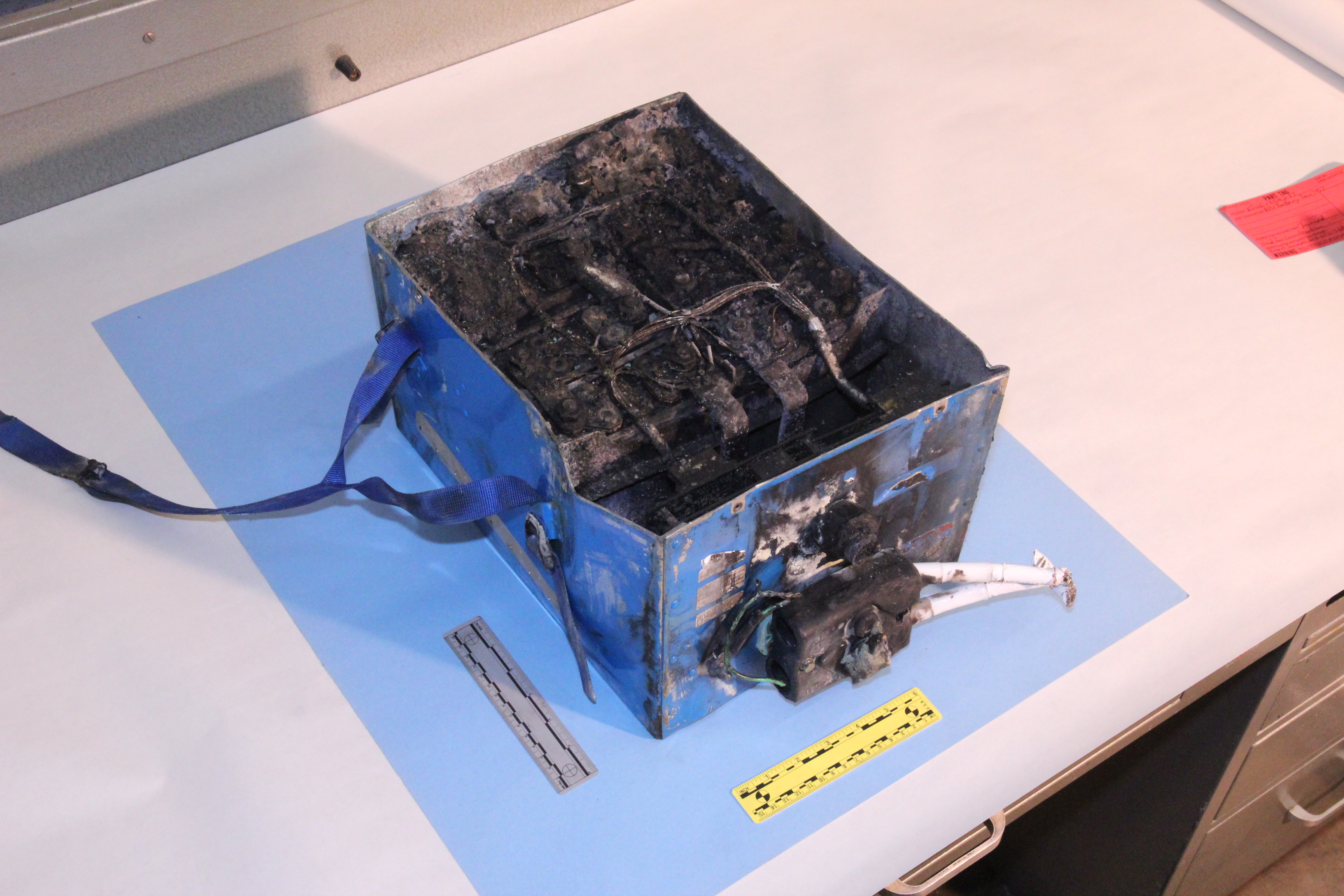
Abgebrannter Lithium-Cobaltdioxid-Akkumulator der JAL Boeing 787 als Folge des thermischen Durchgehens 2013

- Am 7. Januar 2013 geriet auf dem Flughafen Boston eine Lithium-Ionen-Batterie in einer 787 der Japan Airlines (JAL) in Brand. Das entstandene Feuer konnte von der Feuerwehr gelöscht werden. Verletzt wurde niemand, außer einem Mechaniker befanden sich keine Personen an Bord des Flugzeuges.[93][94] Nach ersten Untersuchungen des NTSB hatte keine Überladung dieser Batterie stattgefunden.[95]

- Am 16. Januar 2013 musste eine 787 der Fluggesellschaft ANA in Japan wegen Rauchentwicklung in der Kabine notlanden. Als Ursache wurde ein Defekt in den Batterien festgestellt. Die beiden japanischen Fluggesellschaften ANA und Japan Airlines entschieden, vorerst alle 24 Boeing 787 am Boden zu lassen und zu überprüfen.[96]

Kurz darauf erließ die amerikanische US-Luftfahrtbehörde FAA ein komplettes Flugverbot (Grounding) für alle 787. Fast weltweit schlossen sich andere Behörden diesem Verbot an, so auch die EASA für Europa. Dies war das erste Mal seit 1979, dass alle Flugzeuge eines Typs am Boden bleiben mussten (betroffen waren damals alle McDonnell Douglas DC-10 wegen Problemen mit der Triebwerksaufhängung).
Am 5. Februar 2013 beantragte Boeing bei der FAA die Durchführung von Testflügen, was auf Fortschritte bei der Problemsuche hinwies. Die Genehmigung dazu wurde am 8. Februar 2013 erteilt.
Am 19. April 2013 genehmigte die FAA das neue Batteriesystem der Boeing 787 und stellte die erneute kurzfristige Erteilung der Starterlaubnis in Aussicht. Nach der Umrüstung sollten aber vorerst nur bis zu 180 Minuten lange Flüge über dünn besiedelte Gebiete oder übers Meer zulässig sein.
Am 25. April 2013 hob die FAA das im Januar verhängte Flugverbot auf, auch wenn die Ermittlungen zu den Ursachen der Batterie-Überhitzung noch nicht abgeschlossen waren. Luftfahrtbehörden in weiteren Ländern gaben ebenfalls grünes Licht.

### Entschädigungsforderungen
Sollten Verhandlungen bis Jahresende zu keiner Einigung führen, stellte Polskie Linie Lotnicze LOT im August 2013 eine Entschädigungsklage in Aussicht. Die 787 der LOT hatten nach Startverbot im Frühjahr durch geleaste Maschinen ersetzt werden müssen, was Kosten von geschätzt 25 Mio. € verursacht hatte. Im Dezember 2013 einigten sich die beiden Unternehmen auf eine Entschädigungszahlung; eine Summe wurde nicht genannt.
Bereits im Frühjahr 2012 hatte Air India eine Entschädigung für die verzögerte Auslieferung der 787 gefordert. Meldungen über eine Zahlungsvereinbarung über 500 Millionen US-Dollar wurden von Boeing umgehend dementiert.

### Produktionsmängel → Auslieferungsstopp
Wegen verschiedener Produktionsmängel durften von Juni 2021 bis August 2022 keine Flugzeuge des Typs ausgeliefert werden.

### Ermittlungen wegen Dokumentenfälschung
Im Mai 2024 teilte Boeing der FAA mit, dass Mitarbeiter Prüfberichte zur 787 gefälscht hätten. Betroffen sind Protokolle zu den Kontrollen der Verbindung zwischen Rumpf und Tragflächen. Diese wurden als durchgeführt protokolliert, obwohl sie nicht durchgeführt wurden. Die FAA ermittelt.

## Varianten
Die B787 wurde zum Programmstart in drei Varianten auf dem Markt angeboten: den beiden Langstreckenvarianten 787-8 und 787-9 sowie der Mittelstreckenvariante 787-3.

### Boeing 787-3 (nicht realisiert)
Die Boeing 787-3 war – ähnlich wie die Boeing 747-SR – für eine Besonderheit des japanischen Marktes konzipiert, die Planungen wurden jedoch aufgrund geringer Nachfrage eingestellt. In Japan gibt es diverse Inlandsflüge über teilweise nur 400 km mit einem sehr hohen Passagieraufkommen, für das die üblichen Mittelstreckenflugzeuge wie Boeing 737 deutlich zu klein sind. Zunächst waren für diese Version 43 Bestellungen von den japanischen Fluggesellschaften JAL und ANA eingegangen, die diese vermutlich überwiegend auf innerjapanischen Routen eingesetzt hätten – zwischenzeitlich wurden jedoch die Bestellungen beider Fluggesellschaften storniert beziehungsweise auf andere Baureihen der 787 umgewandelt.
Da Starts und Landungen Flugzeuge erheblich stärker belasten als der Reiseflug, hätte die 787-3 im Vergleich zur -8 eine deutlich verstärkte Struktur erhalten, hätte aber wegen einer im Regionalverkehr im Vergleich zum Langstreckenverkehr üblichen dichteren Bestuhlung mit etwa 290 bis 330 Plätzen wesentlich mehr Passagiere befördert als die Version -8. Die Abmessungen der 787-3 wären gleich gewesen wie diejenigen der -8 – abgesehen von der etwas geringeren Spannweite, da die im Regionalverkehr verwendeten Blended Winglets im Gegensatz zu den bei Langstreckenmaschinen effizienteren Raked Wingtips nicht in die Breite gehen, sondern in die Höhe. Auch hätten aufgrund der kleineren Reichweite die Treibstofftanks verkleinert und dadurch die Flugzeugstruktur entlastet werden können.

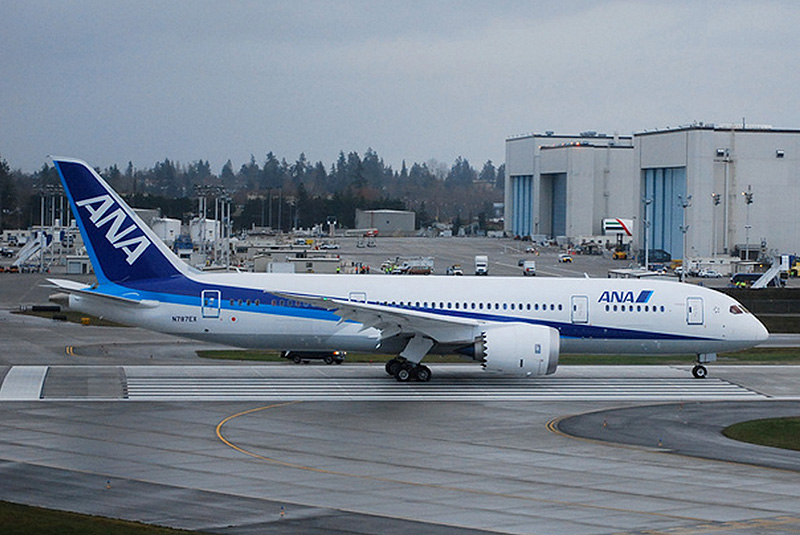
Der zweite Prototyp, eine Boeing 787-8 hier auf dem Boeing-Werksgelände, wurde in den Farben des Erstkunden All Nippon Airways lackiert. Dieses Flugzeug wurde nie an ANA ausgeliefert und ist heute im Pima Air & Space Museum ausgestellt.

Im Januar 2010 wurde bekannt, dass All Nippon Airways ihre verbleibenden 28 787-3-Bestellungen in 787-8-Bestellungen konvertiert hat. Eine Rolle bei der Entscheidung spielte die voraussichtliche Verfügbarkeit der Variante. Damit hatte Boeing keine Aufträge für die 787-3 mehr. Im Dezember 2010 wurde die Variante dann offiziell aus dem Angebot gestrichen.

### Boeing 787-8
Die Version -8 ist die Basisversion der Boeing 787. Sie hat als einzige Variante der 787 und als dritte Großraum-Boeing (nach der 747-SP und der 777-200LR) eine Spannweite, die größer als die Länge ist. Sie ist auch die einzige Variante, die voll beladen von hochgelegenen und heißen (hot and high) Flughäfen aus Langstrecken bedienen kann. Sie wurde als erste Boeing-787-Version Ende Oktober 2011 bei ANA in Dienst gestellt und kann etwa 210 bis 250 Passagiere auf Langstrecken befördern. Für die 787-8 konnte Boeing bis jetzt (Stand: Ende Juli 2025) 427 Festbestellungen und 399 Auslieferungen verzeichnen. An den Tragflächenspitzen befinden sich bei der 787-8 Raked Wingtips. Diese Variante führte auch den Erstflug durch, siehe Abschnitt Programmstart.

### Boeing 787-9

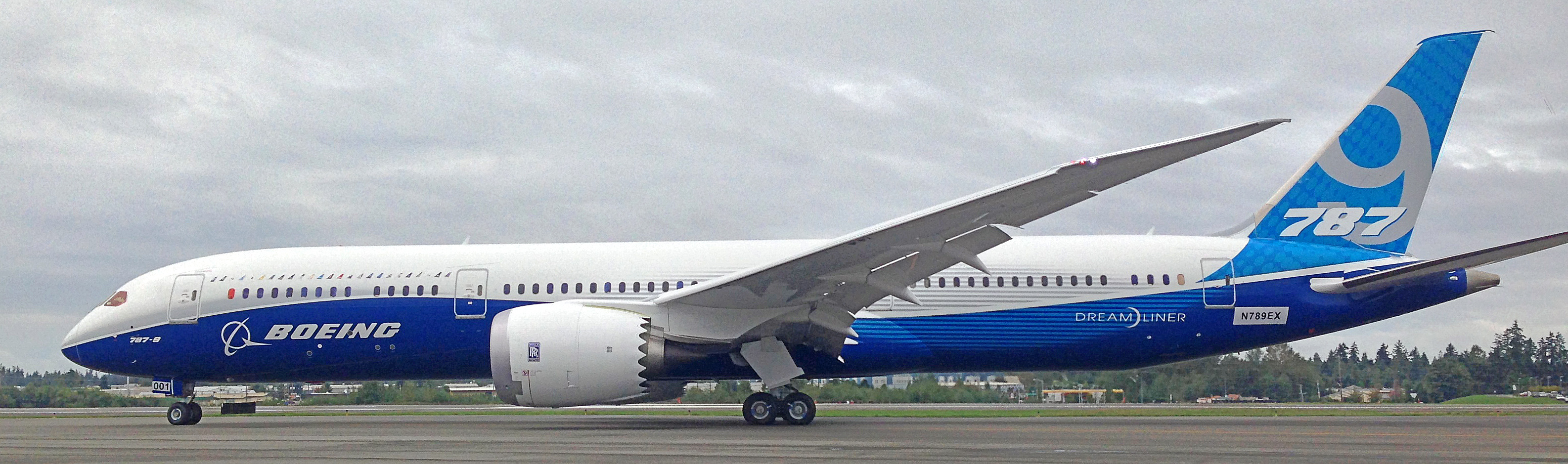
Boeing 787-9

Die Version -9 ist eine im Vergleich zur 787-8 um etwa sechs Meter gestreckte Langstreckenversion der Boeing 787. Durch diese Streckung ist das Flugzeug für 250 bis 290 Passagiere ausgelegt, und auch im Rumpf sorgen größere Tanks für eine gegenüber der 787-8 um 700 km gesteigerte Reichweite. Auch bei der 787-9 befinden sich Raked Wingtips an den Tragflächenenden. Die erste Maschine der Version -9 sollte ursprünglich im Dezember 2010 von der neuseeländischen Air New Zealand in Betrieb genommen werden. Der Erstflug dieser Version wurde jedoch erst am 17. September 2013 durchgeführt, am 7. November kam das zweite Flugzeug dazu. Bis dahin wurden mit der Version 787-9 137 Flugstunden im Testprogramm durchgeführt. Ende Juni 2014 schließlich wurde die erste 787-9 offiziell an Air New Zealand übergeben. Diese Version ist mit 1371 Festbestellungen und 681 Auslieferungen (Stand: Ende Juli 2025) die gefragteste.

### Boeing 787-10

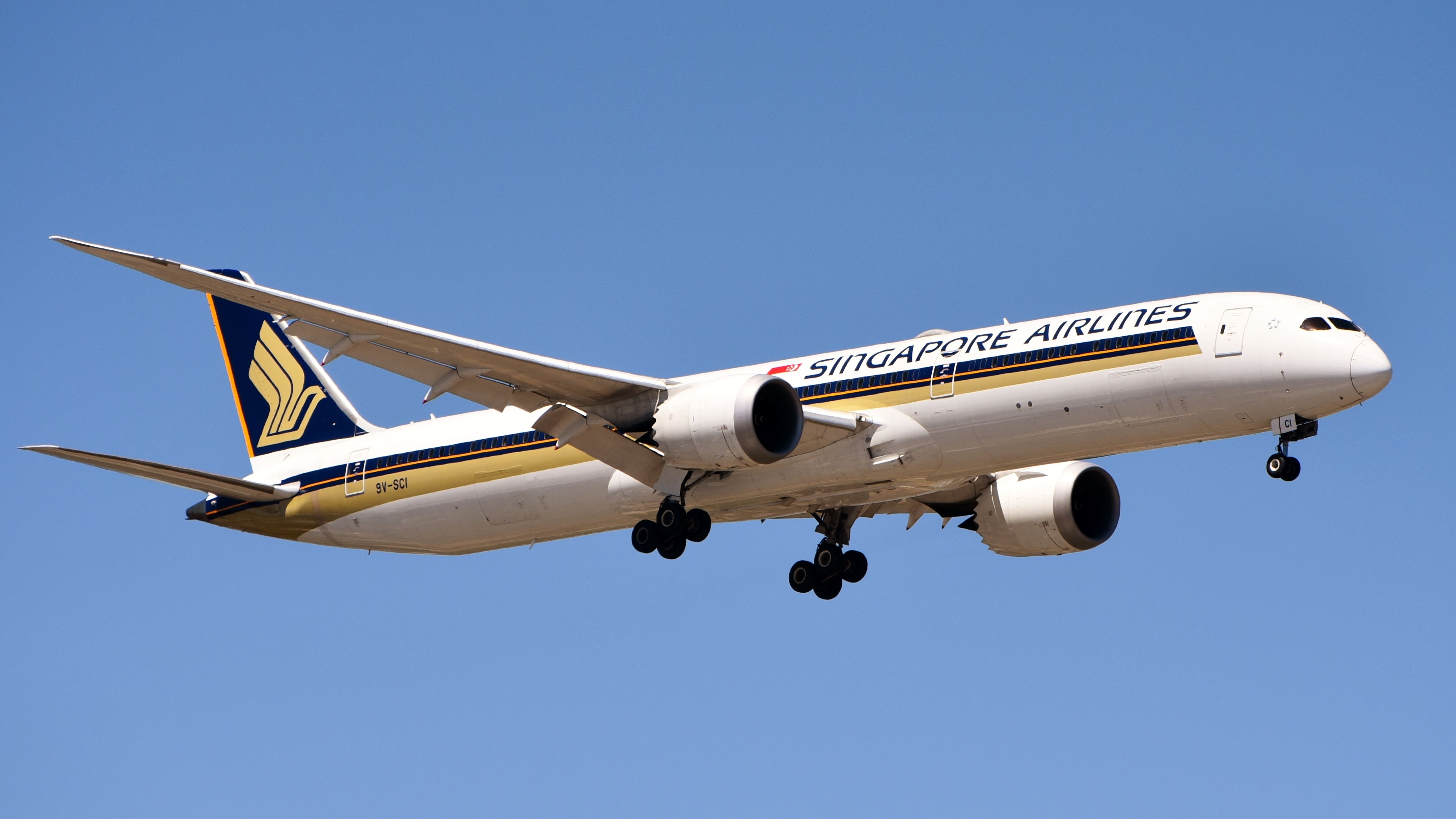
Singapore Airlines Boeing 787-10

Eine 787-10-Version, zunächst auch 787-10X genannt, wurde aufgrund vieler Kundenanfragen bezüglich einer größeren 787 seit Ende 2005 von Boeing untersucht. Die Entwicklung dieser Variante wurde auf der Pariser Luftfahrtschau 2013 bekannt gegeben, nachdem ein Entwurf verschiedenen Fluggesellschaften präsentiert worden war. Der Rumpf ist gegenüber der 787-9 um 5,5 m (18 Fuß) gestreckt und nimmt etwa 40 zusätzliche Passagiere auf; Boeings Standardkonfiguration beträgt 330 Passagiere in einer 2-Klassen-Bestuhlung. Dies macht die 787 zum direkten Mitbewerber der Muster Airbus A350-900 und A330-900. Da bei der 787-10 lediglich Rumpflänge und Passagierkapazität erhöht sind, während Tragflächen und Treibstofftanks unverändert bleiben, sinkt ihre Reichweite auf 11.910 km. Rolls-Royce bietet für die 787-10 verbesserte Trent 1000-TEN-Triebwerke an, die ab 2018 auch für die anderen Varianten der 787 ausgeliefert werden sollen.
Die Endmontage der Boeing 787-10 findet ausschließlich im Boeing-Werk in North Charleston (South Carolina) statt, da der Rumpf zu lang ist für einen Transport mit dem Frachtflugzeug Boeing 747LCF nach Everett. Am 31. März 2017 fand der Erstflug mit Trent-Triebwerken statt.
Im März 2018 wurde die erste 787-10 offiziell an Singapore Airlines übergeben. Bis Ende Juli 2025 konnte Boeing 401 Bestellungen der 787-10 verzeichnen; davon waren 126 Maschinen bereits ausgeliefert.

## Aufträge und Optionen
Am 4. April 2007, etwa ein Jahr vor der damals geplanten Indienststellung des ersten Exemplars, gab Boeing bekannt, die Marke von 500 Bestellungen erreicht zu haben. Dies ist das beste Vorverkaufsergebnis eines zivilen Flugzeugs bis heute. Bis Mitte 2008 sind mit fast 900 Bestellungen fast so viele zusammengekommen, wie von der Vorgängerbaureihe 767 insgesamt gebaut wurden.
Wegen der Verzögerungen kam es auf der anderen Seite allerdings auch zu zahlreichen Stornierungen. So kündigte Azerbaijan Airlines am 7. April 2008 den Auftrag für eine georderte Maschine und bestellte stattdessen eine Boeing 767. Am Kauf zweier weiterer 787 halte die Fluggesellschaft aber fest, betonte Boeing. Am 29. Januar 2009 gab S7 Airlines bekannt, ihren kompletten Auftrag für den Typ storniert zu haben. Man betonte aber, dass man stattdessen am Leasen des Typs interessiert sei. Kurze Zeit später, am 6. Februar 2009, wurde bekannt, dass die Leasingfirma LCAL 16 ihrer ursprünglich bestellten 21 787 aufgrund der schwierigen wirtschaftlichen Situation storniert hat. Mitte Juni 2009 wandelte Japan Airlines (JAL) ihre Bestellung über 13 787-3 in 787-8 um; damit verblieb All Nippon Airways (ANA) als einziger Kunde für diese Variante. Auch ANA wandelte zunächst zwei ihrer 787-3-Bestellungen in Aufträge für die 787-8 um und im Januar 2010 die verbleibenden 28 ebenfalls.
Am 25. September 2011 wurde die erste 787-8 mit ungefähr dreieinhalb Jahren Verspätung an den Erstkunden All Nippon Airways ausgeliefert. Der erste Langstreckenflug fand am 21. Januar 2012 auf der neu eingerichteten Strecke Tokio-Haneda–Frankfurt statt.
Die chilenische Fluggesellschaft LAN (heutige LATAM Airlines) erhielt am 31. August 2012 ihre erste 787-8. Geplante Ziele sind Buenos Aires, Lima, Los Angeles, Madrid und Frankfurt. United Airlines wollte als zweite amerikanische Fluggesellschaft die Boeing 787 ab Dezember 2012 für Langstreckenflüge einsetzen. Eine knappe Woche später, am 6. September 2012, übernahm Air India die erste Boeing 787. Am 15. November 2012 landete die erste an eine europäische Fluggesellschaft ausgelieferte 787 auf dem Chopin-Flughafen Warschau, wo sie für die LOT in Dienst gestellt wurde.
Mexiko entschied sich im August 2012 dazu, eine Boeing 787-9 als Regierungsflugzeug zu kaufen. Die Maschine wurde im Februar 2016 in Dienst gestellt. Ungenannte Kritiker bemängeln den hohen Kaufpreis angesichts der Armut im Land.
Nachdem Air Berlin im September 2014 alle bestellten Boeing 787-8 storniert hatte, war die Schweizer PrivatAir mit einer im November 2006 bestellten 787-8 (ausgeliefert im September 2015) mehrere Jahre lang der einzige 787-Kunde im D-A-CH-Raum. Dies änderte sich mit der Bestellung von zwanzig 787-9 durch die Lufthansa im März 2019, aufgestockt um fünf weitere im Mai 2021, weitere sieben im Mai 2022 und sieben weitere im März 2023 (Stand: Ende Juli 2025). Erstauslieferung war im August 2022.

### Allgemeine Verkaufszahlen
(Stand: Ende Juli 2025)
| Baureihe       | 787-8 | 787-9 | 787-10 | Summe |
| -------------- | ----- | ----- | ------ | ----- |
| Bestellungen   | 427   | 1371  | 401    | 2199  |
| Auslieferungen | 399   | 681   | 126    | 1206  |
| Ausstehend     | 28    | 690   | 275    | 993   |

### Bestellungen und Auslieferungen
|  |

|  |

### Käufer der Boeing-787-Familie
Nur ausgelieferte Flugzeuge, Stand: Ende Juli 2025
| 787-8                      | 787-8 | 787-9                          | 787-9 | 787-10                 | 787-10 |
| -------------------------- | ----- | ------------------------------ | ----- | ---------------------- | ------ |
| American Airlines          | 37    | ILFC                           | 51    | Singapore Airlines     | 26     |
| All Nippon Airways         | 36    | United Airlines                | 45    | United Airlines        | 21     |
| Japan Airlines             | 31    | All Nippon Airways             | 42    | Air Lease Corporation  | 15     |
| Qatar Airways              | 30    | Etihad Airways                 | 36    | British Airways        | 12     |
| Air India                  | 27    | Air Canada                     | 32    | Air France-KLM         | 12     |
| ILFC                       | 23    | Air Lease Corporation          | 29    | Etihad Airways         | 10     |
| Ethiopian Airlines         | 16    | American Airlines              | 27    | EVA Air                | 10     |
| TUI Airlines               | 13    | Hainan Airlines                | 24    | All Nippon Airways     | 09     |
| Avianca                    | 13    | Turkish Airlines               | 24    | Saudi Arabian Airlines | 08     |
| Scoot                      | 13    | Qatar Airways                  | 23    | Korean Air             | 03     |
| British Airways            | 12    | Japan Airlines                 | 22    |                        |        |
| United Airlines            | 12    | AerCap                         | 20    |                        |        |
| Qantas Airways             | 11    | British Airways                | 18    |                        |        |
| China Southern Airlines    | 10    | Virgin Atlantic Airways        | 17    |                        |        |
| LATAM Airlines Group       | 10    | Air China                      | 14    |                        |        |
| Hainan Airlines            | 10    | Qantas Airways                 | 14    |                        |        |
| Kenya Airways              | 09    | Korean Air                     | 14    |                        |        |
| Air Canada                 | 08    | China Eastern Airlines         | 13    |                        |        |
| Air Europa                 | 08    | Air New Zealand                | 12    |                        |        |
| Polskie Linie Lotnicze LOT | 08    | LATAM Airlines Group           | 12    |                        |        |
| Uzbekistan Airways         | 07    | China Southern Airlines        | 12    |                        |        |
| Xiamen Airlines            | 06    | CIT Leasing Corporation        | 12    |                        |        |
| VIP-Kunden (Business Jets) | 06    | Air France-KLM                 | 11    |                        |        |
| Royal Brunei Airlines      | 05    | Gulf Air                       | 10    |                        |        |
| Royal Air Maroc            | 05    | Scoot                          | 10    |                        |        |
| CIT Leasing Corporation    | 04    | Juneyao Airlines               | 10    |                        |        |
| Biman Bangladesh Airlines  | 04    | BOC Aviation                   | 10    |                        |        |
| El Al                      | 04    | Saudi Arabian Airlines         | 08    |                        |        |
| Norwegian Air Shuttle      | 03    | Vietnam Airlines               | 08    |                        |        |
| Royal Jordanian            | 03    | Norwegian Air Shuttle          | 08    |                        |        |
| Air Tanzania               | 03    | Westjet Airlines               | 07    |                        |        |
| Azerbaijan Airlines        | 02    | TUI Airlines                   | 06    |                        |        |
| Aeroméxico                 | 02    | Xiamen Airlines                | 06    |                        |        |
| Air Austral                | 02    | Aeroméxico                     | 06    |                        |        |
| Oman Air                   | 02    | Vistara                        | 06    |                        |        |
| Republik Irak              | 02    | Royal Air Maroc                | 06    |                        |        |
| Korean Air                 | 01    | Lufthansa                      | 05    |                        |        |
| PrivatAir                  | 01    | El Al                          | 05    |                        |        |
|                            |       | Aviation Capital Group         | 05    |                        |        |
|                            |       | ungenannte Kunden              | 05    |                        |        |
|                            |       | Hawaiian Airlines              | 04    |                        |        |
|                            |       | Avolon                         | 04    |                        |        |
|                            |       | MG Aviation Limited            | 04    |                        |        |
|                            |       | VIP-Kunden (Business Jets)     | 04    |                        |        |
|                            |       | EVA Air                        | 03    |                        |        |
|                            |       | Biman Bangladesh Airlines      | 02    |                        |        |
|                            |       | GECAS                          | 02    |                        |        |
|                            |       | Air Europa                     | 02    |                        |        |
|                            |       | Air Tahiti Nui                 | 02    |                        |        |
|                            |       | Bank of Communications Leasing | 02    |                        |        |
|                            |       | Atlantis Aviation Corporation  | 02    |                        |        |
|                            |       | CALC Aircraft Assets Limited   | 02    |                        |        |
|                            |       | Avianca                        | 01    |                        |        |
|                            |       | Oman Air                       | 01    |                        |        |
|                            |       | TAAG Angola Airlines           | 01    |                        |        |

## Zwischenfälle
- Im Januar 2013 kam es zu zwei Zwischenfällen, bei denen defekte Batterien einen Brand bzw. Rauchentwicklung verursachten. In deren Folge wurde die 787 mit einem knapp dreimonatigen Flugverbot belegt (siehe auch #Flugverbot).
- Am 12. Juni 2025 stürzte um 13:39 Uhr Ortszeit eine 11,5 Jahre alte Boeing 787-8 der Air India (Luftfahrzeugkennzeichen VT-ANB) mit dem Ziel London-Gatwick kurz nach dem Start vom Flughafen Ahmedabad etwa 1,4 Kilometer südwestlich des Startbahnendes in ein Wohngebiet.[132][133][134] An Bord waren 242 Menschen (230 Passagiere und 12 Crewmitglieder). Lediglich ein Passagier überlebte den Absturz. Am Boden starben 19 Menschen und 67 weitere wurden verletzt.[135] Dies war der erste Totalverlust einer 787 (siehe auch Air-India-Flug 171).

## Technische Daten

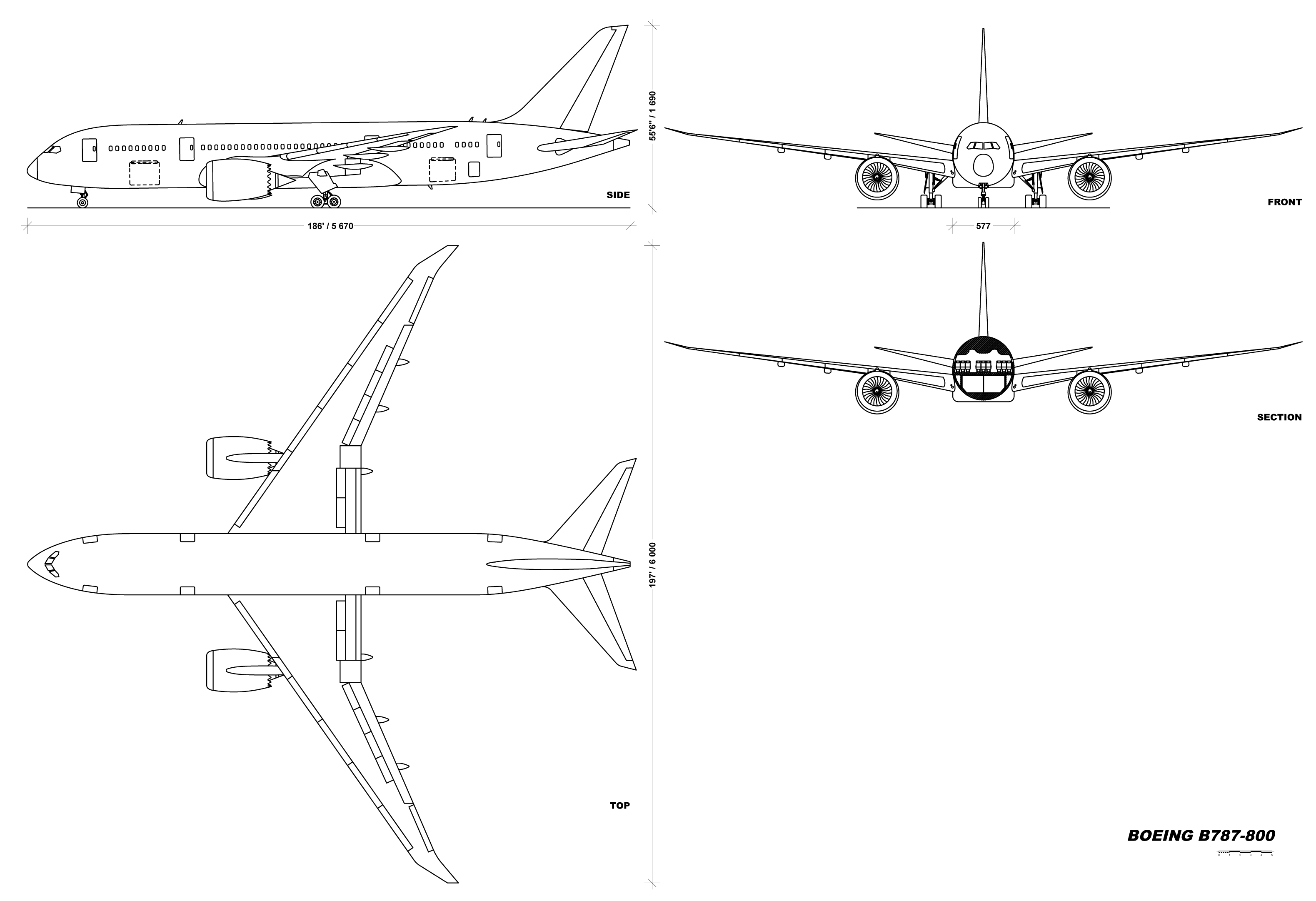
Boeing 787-8

| Kenngröße                 | Boeing 787-3                                                                  | Boeing 787-8                                                                  | Boeing 787-9                                                                  | Boeing 787-10                                                                 |
| ------------------------- | ----------------------------------------------------------------------------- | ----------------------------------------------------------------------------- | ----------------------------------------------------------------------------- | ----------------------------------------------------------------------------- |
| Einsatzbereich            | Mittelstrecke                                                                 | Langstrecke                                                                   | Langstrecke                                                                   | Langstrecke                                                                   |
| Länge                     | 56,7 m                                                                        | 56,7 m                                                                        | 62,8 m                                                                        | 68,3 m                                                                        |
| Spannweite                | 51,9 m                                                                        | 60,1 m                                                                        | 60,1 m                                                                        | 60,1 m                                                                        |
| Flügelpfeilung            | 32,2°                                                                         | 32,2°                                                                         | 32,2°                                                                         | 32,2°                                                                         |
| Höhe                      | 16,90 m                                                                       | 16,90 m                                                                       | 17,07 m                                                                       | 17,07 m                                                                       |
| Rumpfdurchmesser          | 5,75 m                                                                        | 5,75 m                                                                        | 5,75 m                                                                        | 5,75 m                                                                        |
| Kabinenbreite             | 5,49 m                                                                        | 5,49 m                                                                        | 5,49 m                                                                        | 5,49 m                                                                        |
| Sitzplätze (typisch/max.) | 290–330/?                                                                     | 242/381                                                                       | 290/420                                                                       | 330/440                                                                       |
| Leermasse                 | k. A.                                                                         | 119.950 kg                                                                    | 128.850 kg                                                                    | k. A.                                                                         |
| Max. Startmasse           | 170.097 kg                                                                    | 227.930 kg                                                                    | 254.011 kg                                                                    | 254.011 kg                                                                    |
| Max. Treibstoffkapazität  | 48.567 l                                                                      | 126.206 l                                                                     | 126.356 l                                                                     | 126.356 l                                                                     |
| Höchstgeschwindigkeit     | Mach 0,89 bzw. 945 km/h                                                       | Mach 0,89 bzw. 945 km/h                                                       | Mach 0,89 bzw. 945 km/h                                                       | Mach 0,89 bzw. 945 km/h                                                       |
| Reisegeschwindigkeit      | Mach 0,85 bzw. 903 km/h                                                       | Mach 0,85 bzw. 903 km/h                                                       | Mach 0,85 bzw. 903 km/h                                                       | Mach 0,85 bzw. 903 km/h                                                       |
| Max. Flughöhe             | ca. 13.100 m (43.000 ft)                                                      | ca. 13.100 m (43.000 ft)                                                      | ca. 13.100 m (43.000 ft)                                                      | ca. 13.100 m (43.000 ft)                                                      |
| Reichweite                | 4.650–5.640 km                                                                | 13.530 km                                                                     | 14.010 km                                                                     | 11.730 km                                                                     |
| Preis                     | 150–155 Mio. USD                                                              | 161–171 Mio. USD                                                              | 194–205 Mio. USD                                                              | k. A.                                                                         |
| Triebwerke                | 2× General-Electric-GEnx- oder Rolls-Royce-Trent-1000-Mantelstromtriebwerke   | 2× General-Electric-GEnx- oder Rolls-Royce-Trent-1000-Mantelstromtriebwerke   | 2× General-Electric-GEnx- oder Rolls-Royce-Trent-1000-Mantelstromtriebwerke   | 2× General-Electric-GEnx- oder Rolls-Royce-Trent-1000-Mantelstromtriebwerke   |
| Kerosinverbrauch          | 2,5 Liter/100 km/Passagier (hypothetisch, rechnerischer Wert laut Hersteller) | 2,5 Liter/100 km/Passagier (hypothetisch, rechnerischer Wert laut Hersteller) | 2,5 Liter/100 km/Passagier (hypothetisch, rechnerischer Wert laut Hersteller) | 2,5 Liter/100 km/Passagier (hypothetisch, rechnerischer Wert laut Hersteller) |
| Erstflug                  | Projekt eingestellt                                                           | 15. Dezember 2009                                                             | 17. September 2013                                                            | 31. März 2017                                                                 |
| Erstauslieferung          | Projekt eingestellt                                                           | 25. September 2011 (All Nippon Airways)                                       | 30. Juni 2014 (Air New Zealand)                                               | 25. März 2018 (Singapore Airlines)                                            |